# 50ª División de Infantería (Northumbria)
La 50ª División de Infantería (Northumbria) fue una división de infantería del Ejército británico que prestó servicio de forma destacada en la Segunda Guerra Mundial. Antes de la guerra, la división era parte del Ejército Territorial (TA) y las dos T en la insignia de la división representan los tres ríos principales de su área de reclutamiento, concretamente los ríos Tyne, Tees y Humber. La división sirvió en casi todos los compromisos importantes de la Guerra europea de 1940 hasta finales de 1944 y también sirvió con distinción en África del norte, el Mediterráneo y Oriente Medio desde mediados de 1941 a 1943. La 50.ª División era una de las dos divisiones británicas (la otra fue la 3.ª Infantería) en desembarcar en Normandía el Día D, 6 de junio de 1944, donde llegó a Playa de Oro. Cuatro hombres de la división fueron condecorados con la Cruz Victoria durante la guerra, más que cualquier otra división del Ejército británico durante la Segunda Guerra Mundial.

## Preguerra y movilización
La 50.ª División había sido reformada en 1920 como una división de infantería de la Fuerza Territorial (TF), la cual fue pronto rebautizada como Ejército Territorial (TA), la fuerza de reserva del Ejército británico. Incluía las mismas brigadas de infantería anteriores, 149.ª (batallones 4.º al 7.º de los Fusileros Reales de Northumberland), 150.ª (4.º Batallón del Regimiento de Yorkshire del este, 4.º y 5.º de Green Howards y 5.ª Infantería Ligera de Durham) y 151.ª (batallones 6.º al 9.º de Infantería Ligera de Durham). A finales de la década de 1930, algunos de sus batallones de infantería fueron convertidos en regimientos antiaéreos y en 1938, como parte de la conversión de un número de regimientos de infantería a unidades de soporte divisional, la totalidad de la 149.ª Brigada de Infantería también fue convertida, reduciendo la división a dos brigadas y la 50.ª fue convertida a división de infantería motorizada.
La división, junto con la mayoría del resto del TA, fue movilizada el 1 de septiembre de 1939, el día que el Ejército alemán invadió Polonia, y hasta el 2 octubre también administró la segunda línea de formación de sus unidades, la 23.ª División (Northumbria), hasta que su sede estuvo formada. El primer comandante general (GOC) en tiempos de guerra fue el general mayor Giffard Martel, ingeniero real y especialista en blindados de guerra, quién había estado al mando desde febrero. En octubre, la división fue concentrada en Cotswolds para entrenar para servicio en el extranjero servicio, el cual continuó en invierno, y en enero de 1940 la 50.ª División fue movilizada a Francia para unirse a la Fuerza Expedicionaria Británica (BEF).

## Francia y la BEF

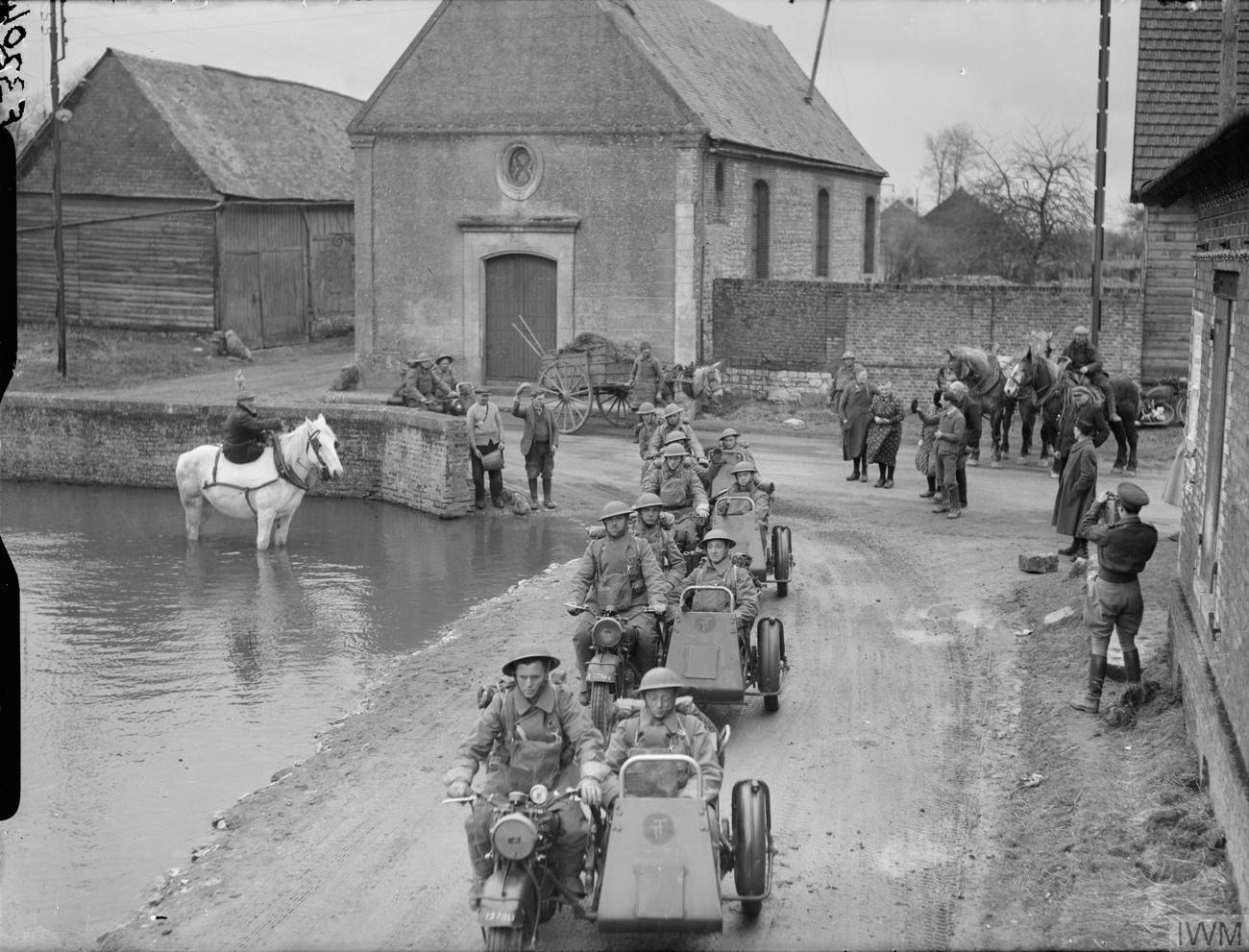
Combinaciones de motocicleta del 4º Batallón, Fusileros Reales de Northumberland pasan por un pueblo, observados por los habitantes locales, Francia, 20 de marzo de 1940.

Desembarcando en Cherbourg, Francia, el 19 de enero de 1940, la 50.ª División se unió a las 3.ª y 4.ª División de Infantería como parte del II Cuerpo del General Sir Alan Brooke, a su vez parte de la BEF al mando del General Lord Gort. En marzo, la división trabajaba en las defensas del área de Lille—Loos.
Con el ataque alemán al oeste, el 10 de mayo, los británicos y franceses actuaron según el Plan Dyle y avanzaron hacia el río Dyle en Bélgica. Al día siguiente, la 25.ª Brigada de Infantería y otras unidades de apoyo fueron añadidas a la división mientras estaba en reserva en la frontera belga. Como orden de movilización el 16 de mayo, la 50.ª División se dirigió al oeste de la ciudad belga de Bruselas y tomó posiciones en el río Dender, solo para ser parte de la retirada y para el 19 mayo estaba en la cordillera Vimy, norte de Arras. Era sabido por los Aliados que las puntas de lanza del sur del Ejército alemán habían penetrado la brecha Peronne–Cambrai y acechaba Boulogne y Calais, cortando las líneas de comunicación de la BEF y separándole de los ejércitos franceses principales. Un plan del General francés Maxime Weygand para cerrar esta brecha entre las fuerzas francesas y británicas, incluida la Frankforce (del general mayor Harold Franklyn, comandante general de la 5.ª División), consistió en el ataque de las 5.ª y 50.ª División y la 1.ª Brigada de Tanques del Ejército hacia el sur y las divisiones francesas atacando el norte alrededor de Cambrai.

### Arras

El contraataque de Arras, 21 de mayo de 1940.

En vez de divisiones, el ataque estuvo hecho por dos columnas del batallón, con muchos tanques de las unidades blindadas ya inhabilitados. De las dos brigadas de la 5.ª División de Infantería, una había sido enviada a defender la línea del río Scarpe al este de Arras, junto con la 150.ª Brigada de la 50.ª División, mientras la otra estuvo en reserva. Las dos columnas comprendieron los batallones 6.º y 8.º de la Infantería Ligera de Durham (D.L.I.) de la 151.ª Brigada apoyando a los 4.º y 7.º Regimiento Real de Tanques (R.T.R.), uno de cada uno en ambas columnas, artillería y otras tropas de apoyo, totalizando 74 tanques y alrededor 2.000 hombres. Atacando el 21 de mayo, la columna derecha (8.º D.L.I. y 7.º R.T.R.) inicialmente hizo rápidos avances, tomando los pueblos de Duisans y Warlus y un número de los prisioneros alemanes, pero de toparon pronto con la a infantería alemana y la Waffen-SS y fueron contraatacados por los Stukas y tanques, sufriendo muchas pérdidas. La columna izquierda (6.º D.L.I. y 4.º R.T.R.) también disfrutó del éxito prematuro, tomando Danville, Beaurains y logrando el objetivo previsto de Wancourt antes de enfrentarse a las unidades de infantería de la 7.ª División Panzer del Generalmajor Erwin Rommel.
Tanques y transportes franceses permitieron a los soldados británicos evacuar Warlus y los transportes de la 9.ª de la Infantería Ligera de Durham (en reserva) ayudó esa noche a la retirada de Duisans hacia sus posiciones anteriores. El día siguiente los alemanes se reagruparon y prosiguieron su avance; Frankforce había tomado alrededor 400 prisioneros alemanes y causó un número similar de bajas, así como la destrucción de numerosos tanques. El ataque había sido tan eficaz que la 7.ª División Panzer creyó haber sido atacada por cinco divisiones de infantería. El ataque también puso nerviosos a los comandantes alemanes del Panzergruppe von Kleist nerviosos, con las fuerzas rezagadas al resguardo de las líneas de comunicación.

### Retirada a Dunkirk
Por el momento, Arras se volvió llamativa y vulnerable a las líneas alemanas. Las cuatro brigadas de la 5.ª y 50.ª División fueron fuertemente presionadas y en la noche del 23–24 de mayo recibieron órdenes de retirada hacia la línea del canal. Después de luchar en la línea del canal, las 5.ª y 50.ª División fueron retiradas del norte a Ypres para llenar un vacío amenazante entre el Ejército belga y la BEF, después de un fuerte ataque alemán a los belgas el 25 de mayo. Ya avanzado el 27 de mayo, cuándo la 50.ª División llegó sl Ypres para encontrar sus posiciones ya bombardeadas y al Ejército belga siendo empujado hacia el noreste lejos de ella. La brecha fue cubierta al día siguiente por la 3.ª División, al mando del entonces General Mayor Bernard Montgomery. Aquel día (28 de mayo) los belgas se rindieron, abriendo una brecha de 20 millas al sur del Canal de la Mancha, que los alemanes no tardaron en aprovechar. La división fue ordenada para formar una línea al este de Poperinghe, con la 3.ª División al oriente hacia Lizerne, esto fue hecho la mañana del 29 de mayo, formando el borde del sur del corredor de Dunkerque. En contacto con los alemanes desde el inicio, la 50.ª División fue obligada a retroceder y al cerrar el 30 de mayo estaba en el borde este del perímetro de Dunkerque. La división fue reforzada por algunos remanentes de la 23.ª División (Northumbria) el 31 de mayo, que fue necesario debido a que los alemanes seguían contraatacando y bombardeando las posiciones de la 50.ª División. Retirada a la playa el 1 de junio, la 151.ª Brigada fue informada que sería utilizada en un ataque de despiste para cubrir la evacuación y formar dos columnas, pero esto sería innecesario. Aquella noche la 50.ª División fue evacuada de las playas (150.ª Brigada, RASC y pistoleros) y el Topo (151.ª Brigada y otros),  habiendo sido estimado por el General Brooke que contaban con una fuerza de 2.400 hombres para el 30 de mayo.

## Defensa nacional

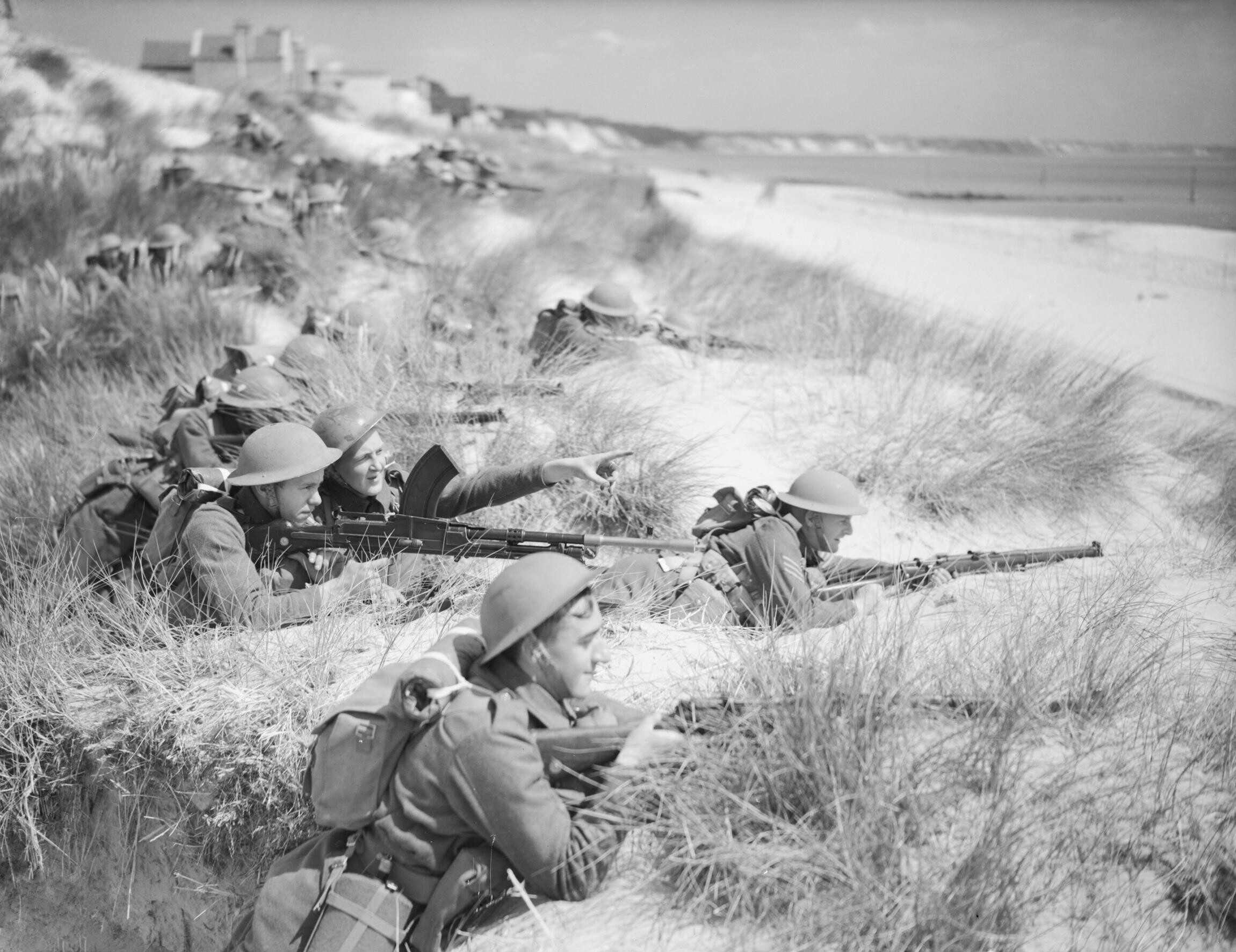
Hombres del 7.º Batallón, Green Howards entre las dunas de arena en Sandbanks, cerca de Poole, Dorset, 31 de julio de 1940.

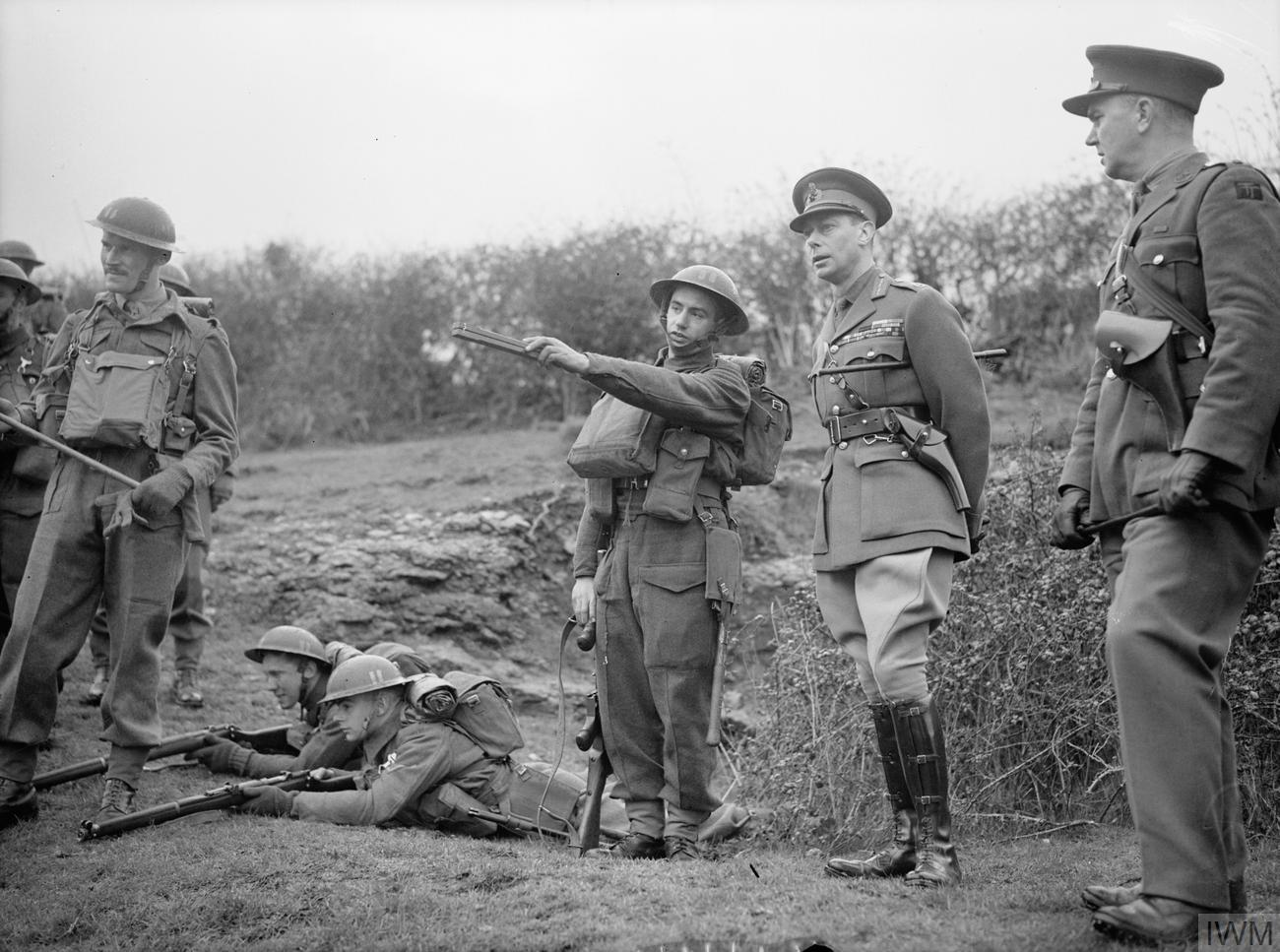
El rey George VI observa a las tropas participar en las maniobras durante una visita a la 50.ª División en el Comando del sur, 2 de abril de 1941.

Mientras estuvo en Gran Bretaña, la división mejoró sus pérdidas con reclutas nuevos y convalecientes y fue convertida en tres brigadas de división de infantería con la adición permanente, a finales de junio, de la 69.ª Brigada de Infantería (5.º Regimiento de Yorkshire del este, 6.º y 7.º de Green Howards) junto con ingenieros y artillería de apoyo, de la ahora desmantelada 23.ª División (Northumbria), que había sido mutilada en Francia. Se volvió parte del V Cuerpo, comandados por el General Bernard Montgomery, con servicios en anti-invasión, establecida inicialmente al oeste de Bournemouth, luego en la costa norte del Somerset, después de ser transferida al VIII Cuerpo, el 22 de noviembre, bajo el mando del General Harold Franklyn.
La 50.ª División fue primero informada de un movimiento en el extranjero en septiembre de 1940 hacia África del norte y la orden de embarcación fue emitida para Navidad. Sin embargo, el General Franklyn ordenó ejercicios intensivos en los páramos de Somerset y Devon, otra orden embarcación fue emitida para marzo de 1941 y el 22 de abril, la División H.Q. y el 150.º Grupo de Brigada partió desde Liverpool. El resto de la división, ahora al mando del General Mayor William Ramsden, quien había comandado la 25.ª Brigada junto a la 50.ª División en Francia, partió desde Glasgow el 23 de mayo. Mientras en el Atlántico norte, la mayoría de las escoltas del convoy a Glasgow fueron puestos al corriente en la búsqueda del acorazado Bismarck dejando solo al crucero HMS Exeter.

## Mediterráneo y el Oriente Medio
En junio, la división aterrizó en el Puerto Tewfik, donde la 150.ª Brigada y División H.Q. fueron anviadas inmediatamente a planificar las defensas alrededor de Alamein. El resto de la división fue enviada a Chipre, donde construyó defensas en la isla, especialmente alrededor del aeropuerto y la ciudad de Nicosia. Reunida en julio, la división continuó su trabajo en el entorno agradable de la isla, partiendo en noviembre, relevada por la 5.ª División de Infantería india. Al llegar a Hiafa, la 150.ª Brigada fue despojada de sus vehículos y las otras dos brigadas viajaron a Irak, cruzando el desierto sirio hacia Bagdad, entonces allende a Kirkuk, construyendo defensas en los cruces de los ríos Gran Zab y Kazir. En diciembre, la 69.ª Brigada fue enviada a Baalbek en Siria para relevar a la 6.ª División australiana qué regresaba a Australia. En febrero de 1942, las 69.ª y 151.ª Brigada fueron devueltas a Egipto.

## África del norte
La 150.ª Brigada había regresado al Desierto Occidental en noviembre de 1941. Después de entrenar cerca de Bir Thalata, fue enviada a Libia y entró en acción, capturando a ocho pistoleros y un prisionero del Afrika Korps. Fue dirigida a la posición de Bir Hakeim para instalar cables, minas terrestres y cavar trincheras. Intercambió posiciones con el Free French, en febrero de 1942, movilizándose al norte y se unió al resto de la división para tomar una sección de 25 millas (40 km) de la Línea Gazala de la 4.ª División india; era ahora parte del XIII Cuerpo del General William Gott en el Octavo Ejército británico, entonces al mandado del General Neil Ritchie. La Línea de Gazala fue una serie de "cajas" defensivas, protegidas por minas terrestres y cables y con pequeños montículos de tierra, cada una ocupada por una brigada de infantería con artillería, ingenieros y una ambulancia de campo. Los escalafones de las brigadas, con tiendas y transporte de motor, fueron ubicados algunas millas hacia la retaguardia. Estas cajas fueron dispuestas para estancar el ataque de las fuerzas axiales mientras las 1.ª y 7.ª División Blindada británicas les atacaban en vuelta. Cerca del norte estaba la 1.ª División sudafricana, aislado al sur estaba el Free French. Otras cajas fueron ubicadas en la retaguardia de la línea principal, como la Caja Knightsbridge.
Iniciaron los patrullajes, con los objetivos de recabar inteligencia e interrumpir operaciones alemanas e italianas. Estos patrullajes variaban en medida de dos a tres pelotones de infantería y armas antitanques, hasta formaciones de batallón con la mayoría de las armas de la división. Una de esas operaciones, Fullsize, lanzada al final de marzo constó de tres columnas y estuvo al mando del Brigadier John Nichols, comandante de la 151.ª Brigada, quién más tarde comandaría la 50.ª División. Esto ocupaba unas 30 millas (48 km) desde Gazala para atacar las tierras de aterrizaje de la Luftwaffe, para distraerles de un convoy destinado a Malta.
Al final de abril, la 150.ª Brigada fue movilizada al sur para relevar a la 201.ª Brigada de Guardias Motorizados en una gran caja con un perímetro de 20 millas (32 km), 6 millas (9.7 km) de la 69.ª Brigada al norte y 10 millas (16 km) del Free French al sur.

### Batalla de Gazala

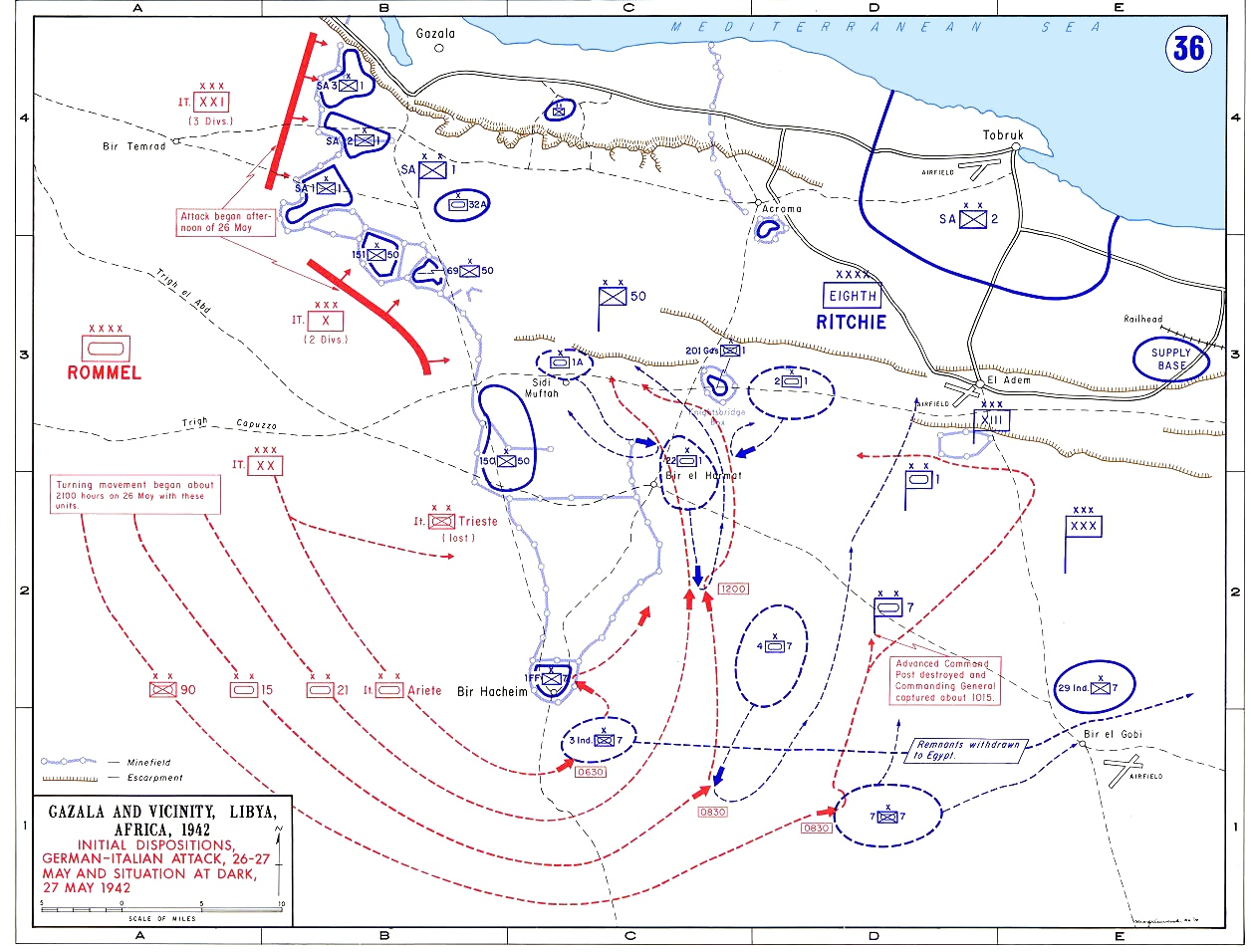
La Batalla de Gazala en mayo de 1942, en la proximidad de Tobruk.

Para mediados de mayo los británicos estaban al tanto que Rommel pretendía atacar. El 26 de mayo lanzó un ataque de distracción a la línea de Gazala, entonces al día siguiente escenificó un barrido alrededor del flanco izquierdo de la línea de Gazala en Bir Hakeim, al norte detrás de la línea, mientras los italianos montaron ataques de distracción contra los sudafricanos y la 50.ª División.
Rápidamente se desarrolló una intensa lucha detrás de la caja de la 150.ª Brigada en una área conocida como El Cauldron, mientras cuatro divisiones blindadas alemanas e italianas pelearon e inicialmente superaron las formaciones británicas que se habían sumado sistemáticamente a la batalla. Después de dos días, con el Free French defendiendo Bir Hakeim, los suministros de Rommel disminuían de forma desesperada debido al largo desvío al sur, un peaje creciente de tanques era tomado por la Fuerza Aérea del Desierto (DAF). Algunos suministros llegaron a Rommel a través de los campos minados precariamente defendidos al norte y sur de la caja de la 150.ª Brigada, pero para el 31 de mayo la situación era otra vez seria, tanto que el General Fritz Bayerlein consideraba la rendición. Rommel había girado su atención a la caja de la 150.ª Brigada como medios para acortar sus líneas de comunicación y empezó a atacarla el 29 de mayo desde la retaguardia, utilizando partes de las 15.º Panzer, Trieste Motorizado y 90.ª División Ligera, apoyados por fuertes bombardeos. La caja fue gradualmente reducida a una férrea defensa y fue invadida al mediodía del 1 de junio, con la captura de los tres batallones de infantería, artillería e ingenieros.
Durante este tiempo las otras brigadas de la división, notando el flujo de suministros delante de ellos, montaron patrullajes estrictos para interrumpir y robar estos suministros. Particularmente preciada eran el agua fresca de los pozos en Derna, para complementar sus propias raciones escasas, todo tipo de almanecamientos y armas también fueron tomados, así como prisioneros. Este asedio comercial continuó hasta que, después de la retirada del Free French el 10 de junio y la derrota del blindaje británico restante el 13 de junio, el resto de las cajas en Gazala notaron que casi todas fueron aisladas. El 14 de junio recibieron órdenes de retirada.

#### La liberación
La vía costera al este solo podía contener una división mientras era defendida por los restos del blindaje británico y la caja de El Adem y era asignada a los sudafricanos. La 50.ª División quedó con las alternativas de luchar hacia el este, a través de las formaciones blindadas alemanas, o tomar el camino largo alrededor de los italianos hasta su frente. Obligada a destruir todo lo que no podían llevarse, la división formó columnas mixtas que atacó a través de cabecillas formadas por el 5.º Yorkshire del este y el 8.º D.L.I. para sus brigadas respectivas y a las líneas italianas. Dejando caos y confusión en su irrupción, las columnas se dirigieron al sur y luego al este alrededor de las rutas que los alemanes tomaron en su avance y enfilaron hacia Fort Maddelena en la frontera egipcia.

Los cabecillas enemigas eran italianos reforzados por pistoleros alemanes. Fueron tomados por sorpresa. Era avanzada la noche antes que notaran que toda la división estaba pasando por sus líneas. Algunos vehículos circularon sobre minas, a otros les dispararon, pero en general sufrimos pocas bajas y los batallones de ataque cumplieron su labor a cabalidad. La infantería irrumpió con bayonetas y los italianos huyeron, dejando su armamento y equipo en las trincheras.
Teniente H Moss, Oficial de la 50a Division de Inteligencia

 El 9.º Batallón del D.L.I. y parte del 6.º, tomó la ruta costera después de haber sido ubicada detrás de la caja de la 69.ª Brigada y habiendo visto los italianos alertas ante la irrupción. Atacados por infantería y artillería alemanas y accidentalmente bombardeados por oficiales de retaguardia sudafricanos, la columna luchó con los alemanes e incluso tomó prisioneros. El 17 y 18 de junio la división fue reformada en Bir el Thalata.

### Mersa Matruh
El 21 de junio Tobruk se rindió y una línea defensiva nueva se formó al sur de Mersa Matruh en cajas de brigada similares a las de Gazala. En el propio Mersa Martuh estaba la 10.ª División de Infantería india, en una pendiente al sureste de la ciudad, y el sur de ellos estaba la 50.ª División con una brigada de la 5.ª División india. Los alemanes atacaron el 27 de junio y pasaron alrededor de la pendiente, al norte y sur. Al norte de la 151.ª está la vía costera y la brigada fue atacada fuertemente con el 9.º D.L.I. en el flanco izquierdo. Durante el ataque el soldado Adam Wakenshaw ganó póstumamente la Cruz Victoria, el primer de cuatro miembros de la división a ser condecorados, mientras maniobraba un arma antitanques. Sin embargo, la mayoría del batallón fue superado, pero el ataque no fue llevado más allá debido a las propias bajas alemanas. Aquella noche una gran redada de los 6.º y 8.º D.L.I. y elementos de la 5.ª División india se preparó para interrumpir las líneas de comunicación alemanas e italianas al sur de la pendiente, pero lograron causar tanta confusión a sus propias columnas como a las del enemigo. La misma noche el 5.º de Yorkshire del este se vio duramente comprometido por los alemanes. En la noche del 28 de junio, con la división casi rodeada, se les ordenó romper filas. A diferencia de la irrupción de Gazala, las columnas del batallón ahora enfrentaban el blindaje alemán y el terreno fue invadido en las Ramblas. El 8.º D.L.I. fue emboscado mientras conducía hacia un cauce y perdió su compañía D. Las órdenes originales habían especificado Fuka como el punto de encuentro para la división, pero estaba en manos del enemigo y algunas columnas que no había sido informadas de esto fueron capturadas.
La 50.ª División había padecido más de 9.000 pérdidas desde el inicio de la batalla de Gazala, perdió mucho de su equipamiento y lo que quedaba fue gastado. La división fue enviada a Mareopolis, al suroeste de Alejandría, para un reajuste. La fuerza promedio de los batallones de infantería restantes era de 300 hombres (menos del 50%) y la división de artillería solo tenía 30 pistolas (de 72) y todos los otros servicios sufrieron pérdidas importantes. Para mediados de julio la infantería había sido reforzada con 400–500 hombres por batallón y la formación había empezado.

### Cordillera Mitieriya
A finales de julio, a la división, ahora al mando del General Mayor John Nichols luego que Ramsden fue promovido y llevado al mando del XXX Cuerpo, se le ordenó proporcionar tropas para un ataque en la cordillera Mitieriya, bajo el mando de la 69.ª Brigada, el 5.º de Yorkshires del este y el 6.º de Green Howards (ambos reforzados por pelotones del 7.º de Green Howards) fue complementado por una combinación de los batallones D.L.I. de tres compañías, cada uno de los batallones de la 151.ª Brigada. El plan apresurado llevó a la brigada para pasar a través de una brecha en el campo minado y despejar más minas para permitir el paso de la 2.ª Brigada Blindada de la 1.ª División Blindada, la noche del 21–22 de julio. El 5.º de Yorkshires del este y el compuesto del batallón D.L.I. lograron sus objetivos, habiéndoles permitido el paso los alemanes para pasar a través de sus líneas. Rodeados, bombardeados y atacados con morteros por dos días, con el blindaje de apoyo incapaz de avanzar, fueron superados con solo unos pocos logrando escapar.

### Segunda Batalla de El Alamein
A finales de julio y agosto la división era parte de la Fuerza Delta del norte, junto con la 26.ª Brigada de Infantería india, la 1.ª Brigada griega, la 2.ª Brigada francesa libre y la guarnición de Alejandría. El Octavo Ejército era ahora comandado por el General Bernard Montgomery. La artillería de la división estuvo prestada al XIII Cuerpo como refuerzo, ahora a cargo del General Brian Horrocks luego de la muerte de Gott en un accidente aéreo. A principios de septiembre, la 151.ª Brigada separada y puesta a la orden de la 2.ª División de Nueva Zelanda en la línea frontal y luego a la orden de la 44.ª División (Condados Nacionales) División más tarde en el mes, al sur del cerro Ruweisat. Aquí patrullaron tierra de nadie y enfrentaron patrulleros de la División Folgore italiana y alemanes. El 10 de octubre el resto de la división cruzó la línea reforzada con la 1.ª Brigada griega y desplegada al otro lado de la zona de la depresión Munassib, con los griegos al norte, la 151.ª Brigada en el centro y la 69.ª Brigada al sur.
En la noche del 25 de octubre, como parte de los ataques de despiste del sur, la 69.ª Brigada, el 5.º de Yorkshires del este y el 6.º de Green Howards, avanzaron para despejar los campos minados y tomar posiciones. Después de obtener casi todo de los primeros objetivos, los batallones de ataque llegaron ante el número creciente de minas antipersonales, alambradas y fuego de mortero en retaliación. Después de perder más de 200 soldados, los batallones fueron retirados a la línea frontal.
En la noche del 28 de octubre, la 151.ª Brigada fue transferida al norte para unirse al XXX Cuerpo, ahora al mando del General Sir Oliver Leese, y participar en la Operación Supercharge.

#### Operación Supercharge
Esta operación empezó en la noche del 31 de octubre con un ataque australiano haciendo presión sobre los alemanes cerca de la costa. Más hacia el sur, planificado para primera hora de la mañana del 1 de noviembre, luego retrasado por 24 horas, la 151.ª Brigada con la 152.ª Brigada, ambos bajo la orden de la 2.ª División de Nueva Zelanda, debían avanzar cerca de 4 km hacia Tel el Aqqaqir por el camino de Rahman, apoyadas por tanques de los 8.º y 50.º Regimiento Real de Tanques. Tras de ellos estaría la 9.ª Brigada Blindada. El avance sería apoyado por una barrera de arrase al estilo de la Primera Guerra Mundial proporcionada por trece regimientos de campo y dos regimientos medios de artillería. La 151.ª Brigada, apoyada por la 505.ª Compañía de Campo, Ingenieros Reales y la 149.ª Ambulancia de Campo, estaba en el lado norte del avance, con el 28.º Batallón (Māori) proporcionando la primera mitad de su flanco norte, la segunda mitad estaría formada por el 6.º D.L.I actuando como soporte derecho durante la mitad del avance. La infantería tuvo una caminata de siete millas hasta sus líneas iniciales durante el tiempo que el objetivo fue bombardeado por la DAF. Moviéndose a través de la línea de inicio en 01:05hrs la infantería adelantada al humo y polvo de la lluvia qué visibilidad reducida a 50 patios. 

Hacia el este, la noche estuvo agitada por cientos de disparos que se clavaban en la oscuridad. Las balas silbaban por los aires para explotar de forma ensordecedora en los objetivos y, desde entonces hasta que el bombardeo finalizó cerca de tres horas después, el espantoso ruido no cesaba... Cada once metros había un agujero de proyectil.
Col. Watson 6th D.L.I.

Hacia el este, la noche estuvo agitada por cientos de disparos que se clavaban en la oscuridad. Las balas silbaban por los aires para explotar de forma ensordecedora en los objetivos y, desde entonces hasta que el bombardeo finalizó cerca de tres horas después, el espantoso ruido no cesaba... Cada once metros había un agujero de proyectil.
Col. Watson 6th D.L.I.

En el avance a través de las trincheras y líneas armadas alemanas, algunos fueron sorprendidos por el bombardeo, otros se defendieron, con los tres batallones bajo ataque. Líneas de campo minado fueron despejadas luego del ataque y, para el amanecer, habiendo alcanzado su objetivo, la infantería se instaló y estuvo en el lugar para atestiguar la destrucción de la 9.ª Brigada Armada mientras cargaba hacia las armas alemanas. Relevada a tempranas horas del 3 de noviembre, la Brigada había sufrido unas 400 bajas y tomado cerca de 400 prisioneros.
En el del sur, el resto de la división, reforzada con la 2.ª Brigada Libre Francesa, era asignada para despejar los campos minados entre el risco Ruweiiat y el campo Rahman, capturando las defensas alrededor de un punto llamado 'Fortaleza A'. El 7 de noviembre, la división fue asignada para formar una columna de brigada móvil y atacar por el oeste. Con todos los vehículos de la división dados a la 69.ª Brigada y reforzados con pistolas antitanque, la columna emboscó puestos defensivos y reunió varios miles de prisioneros italianos, incluyendo el Cuartel General de la Divisió Brescia. La 151.ª Brigada se reunió a la división el 12 de noviembre.
La división ahora pasó a ser reserva de los X Cuerpos, al mando del Lugarteniente Brian Horrocks, y estuvo agrupado alrededor de El Adem en el campo de batalla de Gazala donde recibió nuevo regimientos antitanque y antiaéreos e iniciaron un entrenamiento intensivo. Varias formaciones de la división fueron separadas, los transportes de pelotones para llevar suministros desde Tobruk, los ingenieros para mejorar los muelles y carreteras alrededor de Sirte y el regimiento antiaéreo para proteger los recién capturados aeródromos. La división, aún con dos brigadas de infantería, regresó a la vanguardia, donde se unió a los XXX Cuerpos de Leese, a mediados de marzo de 1943, cuando el Octavo Ejército llegó a la Línea Mareth en Túnez.

### Línea Mareth
La Operación Pugilista, el ataque contra la Línea Mareth fue planeado para la noche del 19-20 de marzo de 1943. La Línea Mareth fue creada con una serie de posiciones fortificadas, constando de un número de cajetillas rodeadas de alambres y trincheras, justo detrás del banco del Wadi Zigzaou, respaldada por una segunda línea de posiciones en un risco de la retaguardia. La 69.ª Brigada había tomado las aproximaciones del Wadi en las noches anteriores, eran para atacar una posición llamada 'el Bastión' delante de la línea principal mientras la 151.ª Brigada, apoyada por el 50.º Regimiento de Tanque Real, atacó la línea a su derecha. La infantería estuvo equipada con escaleras de madera de corto alcance para subir los bancos del Wadi. Ninguno de los batallones de infantería había recuperado su total capacidad y enfrentándolos estabas los Jóvenes Fascistas Italianos y las 164.ª Divisiones Ligeras alemanas. Estaba planeado que la 4.ª División india pasara para continuar el ataque, mientras la 2.ª División de Nueva Zelanda armaba un 'gancho izquierdo'.
El ataque comenzó la noche del 20-21 de marzo, por la izquierda, el Coronel Derek Anthony Seagrim, Comandante (C.O.) de la 7.ª de Green Howards, quien fuera galardonado con la V.C. al recuperar dos puestos de ametralladoras en 'el Bastión' que frenó brevemente el avance, el batallón tomó 200 prisioneros y avanzó a través del Wadi. Por la derecha, la 151.ª Brigada tomó posiciones en la línea de fuego con fuertes combates, pero al amanecer solo cuatro tanques habían logrado cruzar el Wadi. Al día siguiente (21 de marzo) reforzó a la 5.ª de Yorkshire del este, la brigada avanzó y tomó tres posiciones en el risco y varios cientos de prisioneros italianos. Más tanques habían cruzado, pero la mayoría estaban armados con los cada vez más ineficientes cañones de pólvora. El paso de estos tanques había estropeado el cruce del Wadi y sólo unas cuantas armas antitanque podrían pasar. El 22 de marzo, con el DAF castigado por la lluvia, los alemanes contraatacaron con la 15.ª División Panzer con apoyo de infantería y artillería.
 La 151.ª Brigada fue replegada esa noche, la 5.ª de Yorkshire del este en la noche del 23-24 de marzo. La 6.ª D.L.I. había empezado la batalla con solo 300 hombres y había sido reducida a 65 ilesos y los otros batallones estaban en situación similar. El ataque de flanco de la 2.ª División de Nueva Zelanda empezó el 26 de marzo y era para forzar una retirada axial.

### Wadi Akarit

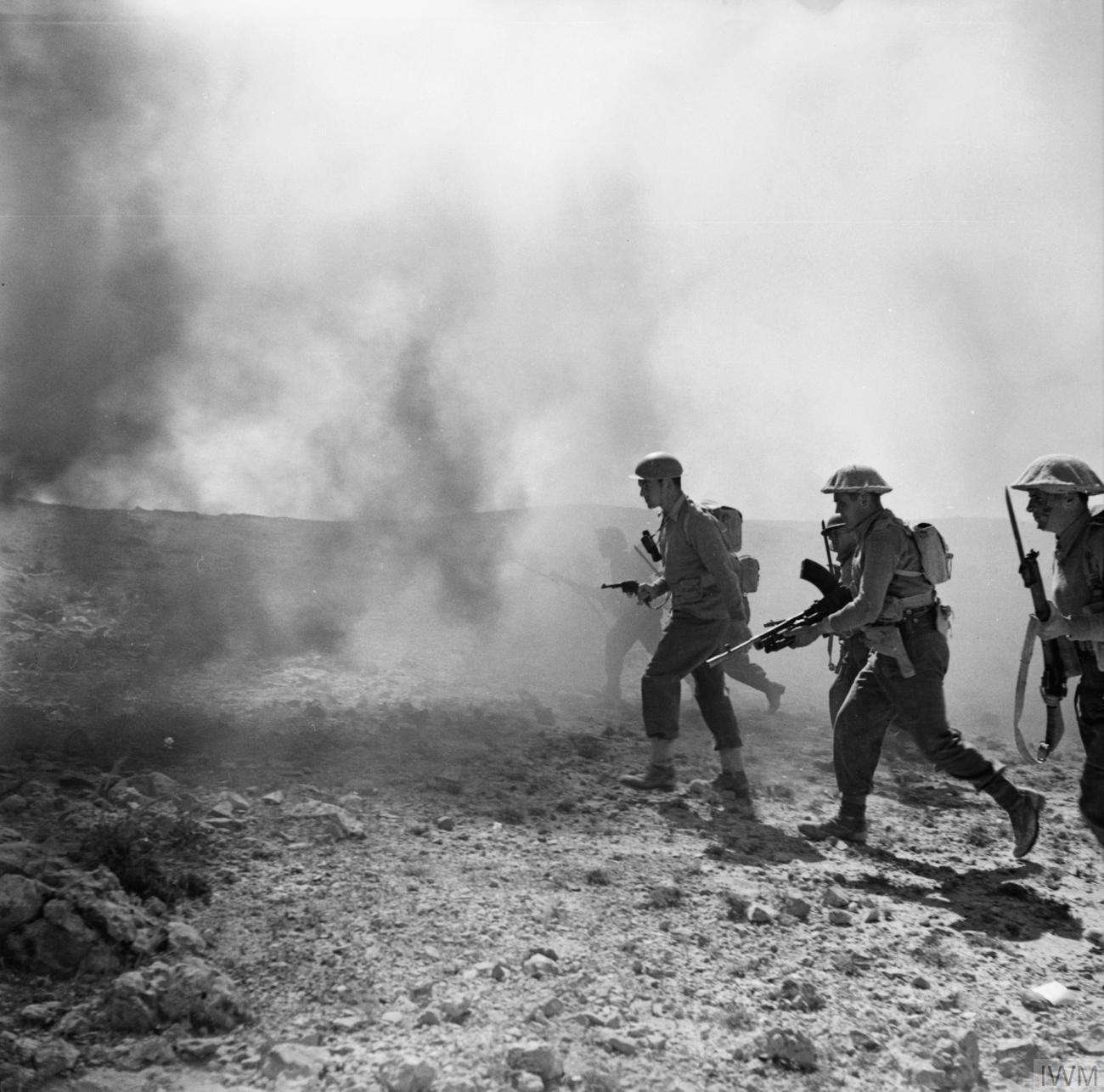
Hombres del 7.º Batallón, Green Howards, ejecutan una reconstrucción del asalto al Punto 85 durante las batallas de Gabes Gap, 11 de abril de 1943.

Durante los días siguientes, la división fue empleada para limpiar el campo de batalla y enterrar los cuerpos. El 2 de abril, a la división de le ordenó suministrar una brigada para la batalla venidera en la siguiente línea en Wadi Akarit que va desde el mar a los intransitables pantanos de sal del Chott el Fejej, mientras los alemanes eran distraídos por el avance de los II Cuerpos de EE. UU. a cargo del General George S. Patton al oeste. La 69.ª Brigada fue enviada al frente con la división de artilleros y un escuadrón de tanques del 3.º Condado de Londres Yeomanry (Francotiradores), pero no fueron apoyados con la artillería divisional ya que todo el transporte disponible estaba siendo utilizado para movilizar los suministros del Octavo Ejército. El apoyo estaba por venir de la 51.ª División (de montaña) de artillería, cuya infantería atacaría desde la derecha, mientras la 4.ª División india atacaba por la izquierda. En la madrugada del 6 de abril, el ataque consiguió sus primeros objetivos, pero estuvo bajo un fuerte ataque pesado que mató al Coronel Seagrim, quien había ganado la V.C. recientemente. La compañía de varguardia del 5.º de Yorkshire del Este sufrió un 70% en pérdidas y durante este ataque el soldado Eric Anderson fue galardonado con la V.C. de forma póstuma, ya que fue asesinado mientras atendía heridos en el campo de batalla. El 6.º de Green Howards atravesó la primera oleada y también tuvo bajas:

Tan pronto como se puso de pie se escuchó un solo disparo y Coughlan... cayó muerto en un instante. ... entonces surgió mi rabia... Enfurecido, tomé el arma del pobre Coughlan... Cuando estábamos a unos diez metros de distancia ya habíamos alcanzado la cima de la trinchera y matamos a los sobrevivientes, cinco de ellos encogidos de miedo al fondo de la trinchera. No era momento de acobardarse: nos consumía la rabia y teníamos que matarlos para que pagaran por nuestros compañeros caídos. Estábamos tan embriagados, no pudimos contenernos, dada la posibilidad de que nos hubieran matado.
Soldado Bill Cheal del 6o de Green Howards

 Para las 11:00 la batalla ya había terminado, los tanques del Yeomanry tenían que atravesar las cunetas antitanque y, cuatro horas más tarde, la 8.ª Brigada Blindada avanzaba más allá del Wadi. La brigada había invadido parte de la división italiana La Spezia.
El ataque del Octavo Ejército al norte, a lo largo de la costa oriental de Túnez, y el avance del Primer Ejército al oeste, llevó finalmente a la rendición de las fuerzas axiales en África del norte, el 13 de mayo de 1943, con casi 250.000 hombres hechos prisioneros, igual que en Stalingrado en el Frente Oriental a principios del año. El 19 de abril, la División, ahora comandada por el General Sidney Kirkman (anteriormente Comandante de la Artillería Real (CRA) del Octavo Ejército) luego del despido de Nichols por Montgomery, fue relevada por la 56.ª División de Infantería (Londres) y retirada de la primera línea y el 24 de abril, la 50.ª División fue replegada a Alexandria por carretera. La división llegó el 11 de mayo con todos los vehículos que había comenzado con unas 2.000 millas anteriormente, aunque algunos tuvieron que ser remolcados.

## Sicilia

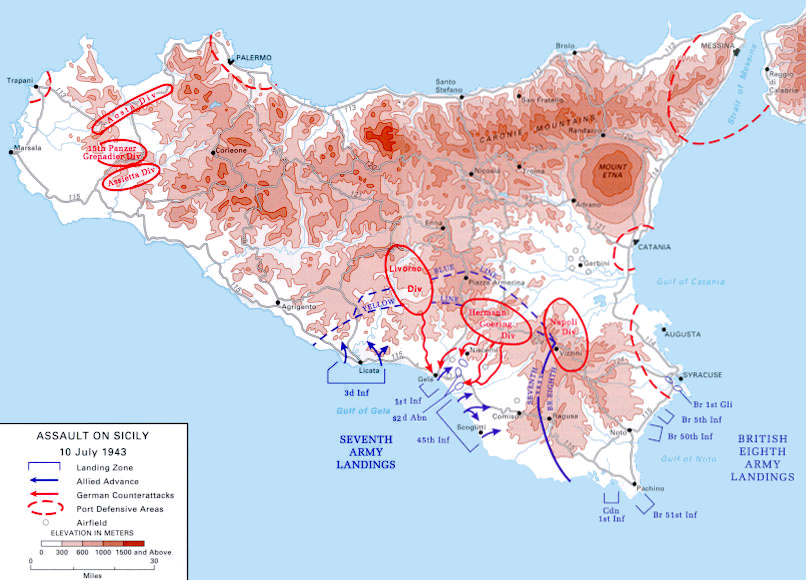
Mapa de los aterrizajes Aliados en Sicilia el 10 de julio de 1943.

A la 50.ª División se le unió en el Delta del Nilo la 168.ª Brigada de Infantería (Londres. 1.º Rifles irlandeses, 1.º Escocés, 10.º Regimiento Real de Berkshire), que había sido deparado de su formación parental, y la 56.ª División, pero que era completamente inexperta. Allí, en el Gran Lago Amargo y en el Golfo de Áqaba, entrenaron en técnicas de aterrizaje anfibio para la invasión aliada de Sicilia (conocida como Operación Husky).
La invasión, planeado para el 10 de julio, llevaría al Séptimo Ejército de Estados Unidos, comandado por el General George S. Patton, para operar en el sector Occidental, y al Octavo Ejército británico, a cargo de Montgomery, para operar en el sector Oriental y tenido como sus objetivos el puerto de Siracusa y los aeródromos de tierra adentro. Una operación aerotransportada era para intentar la captura de los puentes y vías fluviales detrás de Siracusa. La división, bajo las órdenes del XIII Cuerpo del General Miles Dempsey, debía ubicar una brigada (151.ª Brigada) en el frente sur del Capitán Murro Di Porco con la 5.ª División a su derecha (norte). Los vientos altos dispersaron los amerizajes y aterrizajes, pero fueron capaces de concentrarse y avanzar. Más tarde, el aterrizaje de la 69.ª Brigada también fue interrumpido, 168.ª Brigada estuvo planificada para aterrizar en el D+3. El los días siguientes, la división perdió la mayoría de su transporte de motor, bombardeado por la Luftwaffe mientras seguían a bordo del barco. Obligada a marchar, la división fue asignada a la pequeña carretera interna al norte y obligada a avanzar por el GOC, del General Kirkman, a enfrentar al Batallón alemán Schmalz y la división italiana Napoli. El 13 de julio se estableció contacto con la 51.ª División (De montaña) en Palazzolo.

### Puente Primisole
Operación Fustian tenía la intención de capturar los puentes a lo largo de la costa de la planicie del Catanian mediante un golpe de mano utilizando al Comando No 3 y la 1.ª Brigada de Paracaídas de la 1.ª División Aérea y luego serían relevados por las tropas de la 50.ª División. En la noche del 13-14 de julio los comandos británicos tomaron el puente de Ponti di Malati al norte de Lentini y los paracaidistas británicos cayeron alrededor del puente Primisole, un puente clave en la costa siciliana al sur de Catania. Los fuertes vientos y la falta de naves frustraron rápidamente la concentración de tropas en ambos casos, con solo 30 de los 125 aviones cayendo en la Zona de Descenso en Primisole. Al despuntar el 14 de julio, la 69.ª Brigada luchó contra los alemanes e italianos alrededor de Lentini, permitiendo a la 151.ª Brigada, apoyada por tanques del 44.º Regimiento Real de Tanques, hacer una marcha forzada de 25 millas hacia el puente. Los pocos paracaidistas en el puente fueron obligados a abandonarlo por falta de municiones y los recién enviados paracaidistas alemanes del 3.º Regimiento, parte de la 1.ª División de Paracaidistas, sólo dos horas antes de la llegada del 9.º Batallón D.L.I. Atacando a primeras horas del 15 de julio, el batallón fue forzado a retroceder sobre el río después de una feroz lucha mano a mano en los densos viñedos, con los tanques de apoyo siendo comprometidos por cañones 88mm. Un ataque por el 8.º Batallón D.L.I. fue retrasado, lo que les permitió aprender de un vado aguas arriba del puente de uno de los paracaidistas. Antes del amanecer del 16 de julio, dos compañías del batallón lograron el factor sorpresa y se establecieron en la carretera de Catania a unos 200 metros al norte del puente, pero al hacerlo perdieron todos sus medios para convocar al resto del batallón. La comunicación se restableció solo cuando un observador de la Oficina de Guerra, que cruzó el puente en bicicleta para 'observar' la batalla y fue enviado de regreso por el C.O. para hacer avanzar al resto del batallón. Con la llegada de las dos compañías restantes comenzó una batalla feroz en el viñedo y durante el día el batallón luchó contra una serie de contraataques, pero fue lentamente obligado a retroceder. Temprano el 17 de julio, con el apoyo de la división y la artillería del XIII Cuerpo, los 6.º y 9.º D.L.I. cruzaron el río frente a las ametralladoras y poco a poco se establecieron en la orilla norte del río. Al amanecer, la cabeza de puente estaba firmemente establecida y la llegada al otro lado del puente de los tanques Sherman, desde el 3.º Condado de Londres Yeomanry en la costa norte, provocó la rendición alemana. La batalla había costado a la 151.ª Brigada más de 500 muertos, heridos y desaparecidos, pero alrededor de 300 alemanes habían muerto y 155 habían sido hechos prisioneros.

### El fin en Sicilia
Mientras la 69.ª Brigada limpiaba alrededor de Lentini, la 151.ª Brigada descansó al sur del puente y la novata 168.ª Brigada fue enviada a su primera batalla en el aeródromo de Catania, la noche del 17-18 de julio. Se enfrentaron a veteranos paracaidistas alemanes del 4.º Regimiento de Paracaídas y Gruppe Schmalz enterrados en bosques y una zanja antitanque. Casi todo salió mal, el reconocimiento fue defectuoso, se perdió la sorpresa, el avance fue atrapado por fuego enfilado y algunas unidades fueron atrapadas por su propio fuego de artillería. La brigada se vio obligada a retirarse. Dirigida por observadores enemigos en estas posiciones, la artillería de largo alcance destruyó el puente Primisole pero dejó dos puentes bailey intactos. La 50.ª División permaneció en estas posiciones durante las siguientes dos semanas.

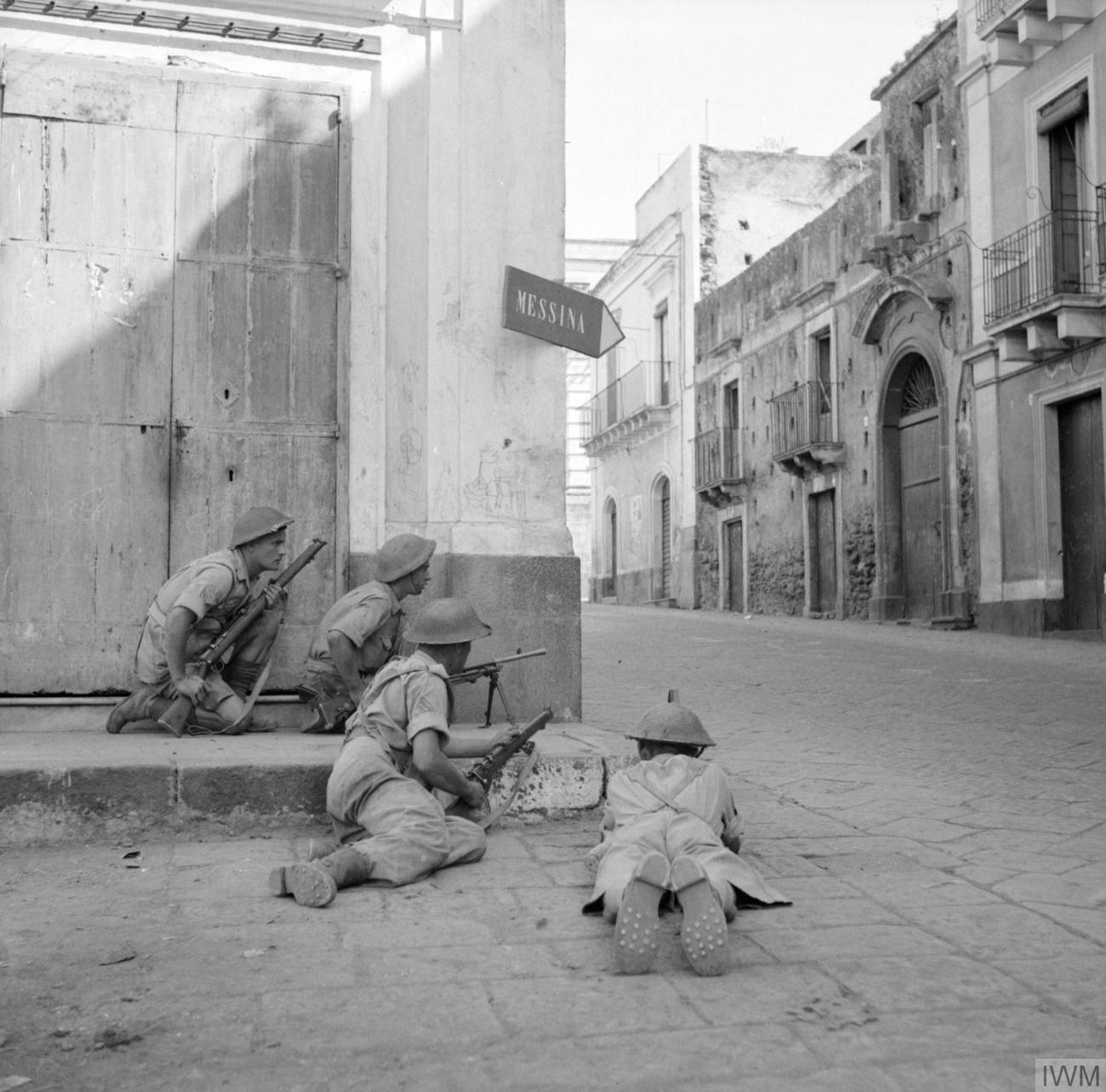
Hombres del 9.º Batallón de Infantería Ligera de Durham toman cubierta en una esquina en Acireale. Sicilia, 8 de agosto de 1943.

El 4 de agosto, los alemanes volcaron municiones en el aeródromo de Catania y se retiraron y el 5 de agosto, el 6.º y el 9.º D.L.I. entraron en Catania. El resto del avance fue a través del territorio ideal para una emboscada, con viñedos en terrazas y altos muros de piedra, causando muchas víctimas. Con el final del enfrentamiento, el 17 de agosto, la división descansó y absorbió refuerzos. El 10 de octubre, la 168.ª Brigada regresó a la 56.ª División, para entonces implicada en las primeras etapas de la Campaña italiana, y fue reemplazada permanentemente por la 231.ª Brigada, que también luchó en Sicilia. La 50.ª División se enteró de que debía regresar a Gran Bretaña, ya que el general Montgomery, comandante del Octavo Ejército, junto con las divisiones de infantería del 7.º Blindado y la 51.ª (De montaña), eligieron estar entre las divisiones veteranas a participar en la campaña del noroeste de Europa.
Durante la campaña en Sicilia, la 50.ª División había sufrido a 426 muertos, 1132 heridos y 545 desaparecidos; había tomado casi 9000 prisioneros, en su mayoría italianos, y había ganado 68 premios de valentía.

### Motín de Salerno
El 16 de septiembre de 1943, unos 600 hombres de las 50.ª y 51.ª División, convalecientes de la Campaña Norteafricana, participaron en el motín de Salerno cuando fueron asignados para reemplazar a otras divisiones británicas que participaban en la invasión aliada de Italia. Parte de un grupo de unos 1500 hombres, en su mayoría nuevos refuerzos que habían navegado desde Trípoli, los veteranos entendieron que debían reunirse con sus unidades en Sicilia. Una vez a bordo del barco, les dijeron que los llevaban a Salerno, allí para unirse a la 46.ª División de Infantería británica. Muchos de los soldados sintieron que habían sido engañados deliberadamente y rechazaron envíos a unidades desconocidas. Fueron dirigidos al comandante general del X Cuerpo británico, del General Richard McCreery, quien admitió que se había cometido un error y prometió que volverían a unirse a sus antiguas unidades una vez que Salerno estuviera a salvo. Los hombres también fueron advertidos de las consecuencias del motín en tiempos de guerra. De los trescientos hombres que quedaron, 108 decidieron seguir órdenes, dejando un núcleo duro de 192. Todos fueron acusados de amotinamiento bajo la Ley del Ejército, la mayor cantidad de hombres acusados en un momento dado en toda la historia militar británica. Los acusados fueron enviados a Argelia, donde la corte marcial abrió hacia fines de octubre. Todos fueron declarados culpables y tres sargentos fueron condenados a muerte. Las sentencias fueron suspendidas posteriormente, aunque los hombres se enfrentaron al constante hostigamiento por el resto de sus carreras militares.
La División dejó Sicilia a mediados de octubre.

## Noroeste de Europa

### Formación y Refuerzo

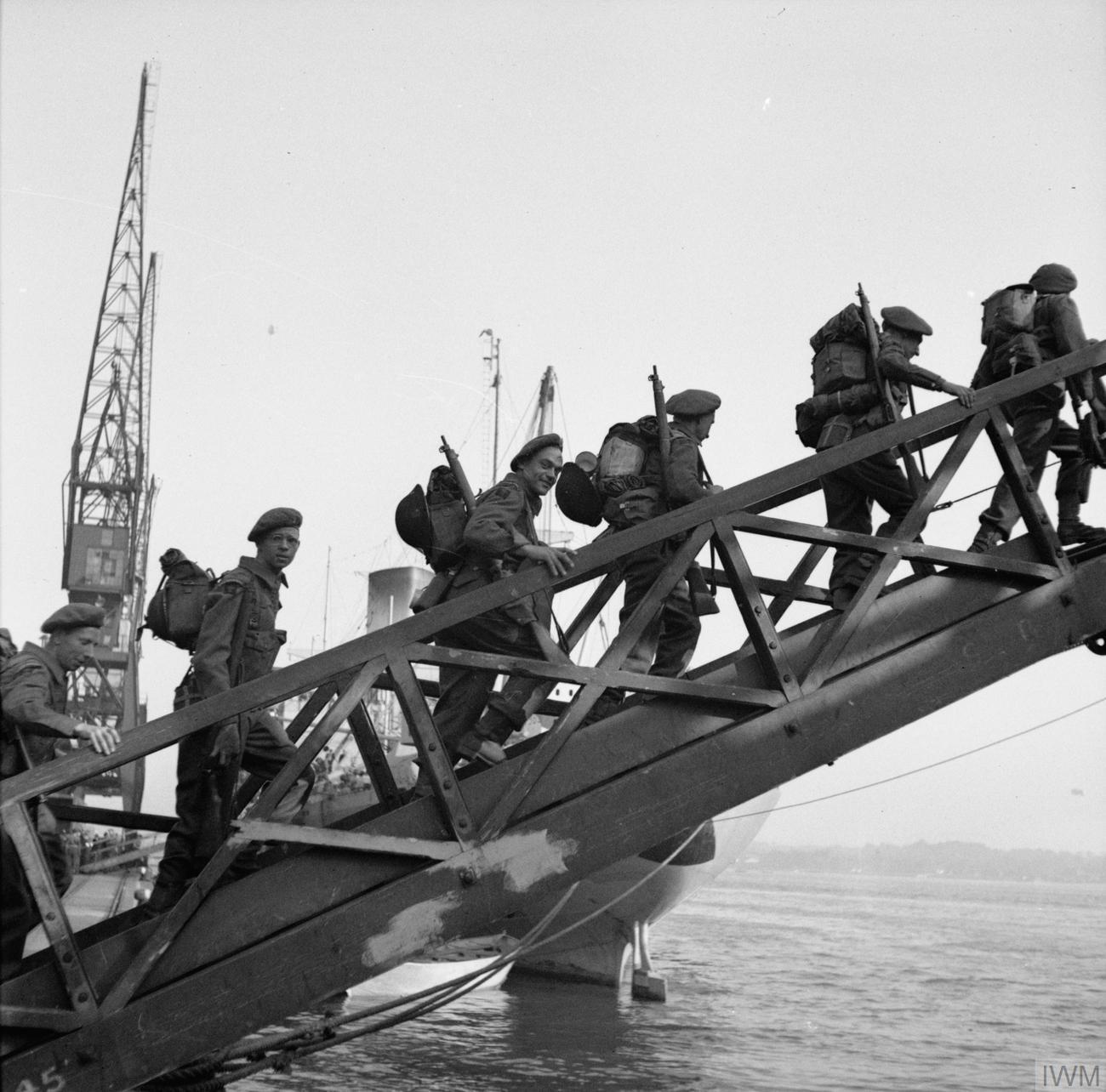
Tropas del 6.º y 7.º Batallón de Green Howards embarcando el LSI 'SS Empire Lance' en Southampton. 29 de mayo de 1944.

La 50.ª División regresó a Gran Bretaña por los muelles de Liverpool, a principios de noviembre:
Después del permiso de dos semanas, la división comenzó a entrenar para la invasión y las noticias de que iba a ser una división de asalto no fueron bien recibidas por los otros rangos. El 19 de enero de 1944, el comandante General Mayor Kirkman, había sido ascendido para comandar el XIII Cuerpo en el Frente Italiano y fue reemplazado por el General Mayor Douglas Graham, un soldado altamente experimentado y competente que había comandado una brigada en el norte de África y una división en Italia, antes de regresar a Inglaterra después de recibir una lesión. La 50.ª División era ahora parte de XXX Cuerpo, al mando del General Gerard Bucknall, quien también había regresado de Sicilia, parte del segundo ejército británico del General Sir Miles Dempsey, que se había formado específicamente para la liberación de Europa. Para sus tareas en el Día D, la división se reforzó considerablemente con una brigada de infantería adicional (56.ª), una brigada acorazada (8.ª), un Comando Marino Real (47.º), dos regimientos de artillería (y baterías de otros cuatro) e ingenieros adicionales y otras armas de apoyo, incluidos dos grupos de playa (9.º y 10.º) para organizar el área de aterrizaje (y un tercero, 36.º, en reserva); esto llevó la fuerza total de la división a alrededor de 38 000 hombres Las 69.ª y 231.ª Brigada fueron elegidas para el asalto y recibieron entrenamiento especializado con la armadura especializada alrededor de Inveraray y más tarde en la costa sur. La 50.ª División fue cargada a bordo de sus buques antes de la tarde del 3 de junio y tuvo que esperar el aplazamiento de 24 horas a flote. El comandante general de la división, General Mayor Douglas Graham, envió un mensaje esta vez:

### Día D

#### Objetivos
Las brigadas de asalto aterrizarían en el extremo este de Playa Dorada, entre los pueblos fortificados de Le Hammel y La Rivière. Las brigadas de seguimiento debían ensanchar y profundizar la cabeza de puente hacia el sur y el suroeste, asegurando Arromanches, el futuro emplazamiento del puerto británico de Mulberry, capturando Bayeux y asegurando la carretera Caen-Bayeux (Ruta Nacional 13). Los Comandos debían capturar Port-en-Bessin desde la retaguardia. Al final del día, la cabeza de puente se planeó para tener 10-12 millas de ancho y siete millas de profundidad en algunos lugares, con un enlace con la 1.ª División de Infantería de Estados Unidos que aterrizaba en Playa de Omaha al oeste y la 3.ª División canadiense que aterrizaba hacia el este en Playa de Juno. Frente a ellos estaban la 716.ª División de Infantería Estática alemana y los elementos del 1.º Batallón de la 352.ª División de Infantería alemana.

#### El Plan
La Hora H para el aterrizaje de la 50.ª División fue a las 0725 horas, apoyando a las tropas atacantes estaban los tanques DD de la 4.ª/7.ª Guardia Real de Dragón (para la 69.ª Brigada) y el Escuadrón de Caballería de Sherwood (para la 231.ª Brigada), quienes debían aterrizar a la H-5 minutos. A la hora H, los primeros de la armadura especializada y zapadores de los Grupos de Playa aterrizarían (9.º Grupo de Playa para la 69.ª Brigada, 10.º Grupo de Playa para la 231.ª) y comenzarían eliminando obstáculos y reduciendo puntos fuertes. La infantería comenzaría a aterrizar a la H+7, dos compañías de cada batallón, de este a oeste; 69.ª Brigada con el 5.º Yorkshires del este en playa King Red y el 6.º Green Howards en playa King Green, 231.ª Brigada con el 1.º de Dorsets en playa Jig Red, 1.º de Hampshires en playa Jig Green, reforzada a la H+20 con el resto del batallón. Las tropas adicionales del Grupo de Playa desembarcarían a las H+25 y H+30 y artillería autopropulsada a la H+60 (86.º Regimiento de Campo (Caballería de Hereford) para la 69.ª Brigada y el 147.º RHA (Caballería de Essex) para la 231.ª Brigada), estas armas debían disparar desde la lancha de desembarco para apoyar el aterrizaje. Las siguientes brigadas comenzarían a aterrizar a la H+2½ horas.

#### El Asalto

Universal Carrier de la 50.ª División vadea en tierra el día D. 6 de junio de 1944.

Las lanchas de desembarco se desplegaron a 7 millas (11 km) de la playa, una distancia más corta que la de los estadounidenses (12 millas (19 km)) y debido al clima, muchas de las tropas estaban enfermas del mar. En lugar de arriesgarse a los tanques DD con su navegación limitada en los mares agitados, fueron desembarcados directamente en las playas con la infantería de asalto o un poco más atrás de ella. Antes de esto, los ingenieros del grupo de playa habían aterrizado (280.ª Compañía para la 69.ª Brigada y 73.ª Compañía para la 231.ª, ambos con blindaje de apoyo) y habían comenzado a reducir los obstáculos y las defensas de la playa. Los batallones de asalto de la 69.ª Brigada aterrizaron a ambos lados de La Rivière, los Yorkshires del este volaron al este del desembarco previsto y atacaron La Rivière desde la retaguardia a las 10:00. Al oeste, los Green Howards fueron atrapados inicialmente en fuego enfilada desde La Rivière, pero a las 10:00 estaban a 1 milla (1,6 km) hacia el interior del risco de Meuvaines. Durante este avance, el Sargento Mayor del 6° de Green Howards, Stanley Hollis, estuvo en la primera de las acciones que le iban a otorgar la Cruz Victoria, la única que concedida el Día D. El 7°de Green Howards, que aterrizó a la H+45 minutos, tomó el puente en Creuilly antes de las 15:00.
Al oeste, los batallones de asalto de la  231.ª Brigada aterrizaron al este de Le Hammel, los Hampshires cerca de Le Hammel, los Dorsets más al este. El bombardeo previo al desembarco había fallado en los puntos fuertes de la aldea, que estaban ocupados por la más férrea 352.ª División alemana. Esto causó grandes bajas entre los Hampshires, que como Green Howards, fueron atrapados en enfilada, mientras que los Dorsets estaban fuera de la playa en una hora, no fue hasta las 15:00 que el último punto fuerte en Le Hammel fue reducido por un AVRE.
47 comandos fueron desembarcados a las 10:00, mientras los Hampshires seguían luchando por Le Hammel, tres de sus lanchas de desembarco fueron hundidas por obstáculos ocultos en la marea creciente. Dirigieron un avance de lucha hacia el interior, pero no tomaron Port-en-Bessin hasta la madrugada del 8 de junio. A las 11:00, la 151.ª Brigada comenzó a aterrizar, después de la 69.ª Brigada, la 56.ª Brigada desembarcó al este de su playa prevista para evitar el incendio desde el punto fuerte de Le Hammel. Al caer la noche, la división tenía una cabeza de playa de 6 millas (9.7 km) de profundidad por 6 millas (9.7 km) de ancho, se había establecido contacto con los canadienses, y las patrullas de la 56.ª Brigada habían ingresado a Bayeux, pero la división era menor que la del camino Bayeux-Caen.
Durante el Día D, además de la VC de Stanley Hollis, los hombres de la división ganaron 32 Medallas Militares, tres Medallas de Conducta Distinguida, 15 Cruces Militares y cinco Órdenes de Servicio Distinguido (una por barra). La división sufrió 400 bajas mientras aseguraban su cabeza de playa, 174 de ellas del 1.º de Hampshires. Para la medianoche del 6 de junio, 24.970 hombres habían aterrizado en Playa Dorada.

### Normandía

Los oficiales inspeccionan un tanque alemán Mk IV derrumbado por hombres de la Infantería Ligera de Durham. 11 de junio de 1944.

La Operación Percha se lanzó el 7 de junio y fue el intento de tomar Caen después de que el ataque directo de Playa de Sword en el Día D falló. El plan requería que la 7.ª División Blindada, apoyada por la 50.ª División, atacara al sur para tomar Tilly-sur-Seulles, después de lo cual la 7.ª División Blindada capturaría Villers-Bocage y Evrecy. El 7 de junio, la 50.ª División ocupó Bayeux y avanzó 3 millas (4.8 km) al sur. El 8 de junio, una columna de la división enfiló hacia el sur por las vías el ferrocarril de Caen-Bayeux hacia el Bocage. Avanzando 6.000 yardas (5.500 m) hacia los puentes entre Tilly y Saint-Pierre (~1 milla (1.6 km) hacia el este), se les unió el 8° D.L.I., pero se colocaron en un saliente frente a la División Panzer Lehr y la División SS Hitlerjugend. Saint-Pierre fue tomada el 9 de junio, después de un combate cuerpo a cuerpo por el 8° D.L.I. y el 24° de Lanceros, contraatacados el 10 de junio estuvieron rodeados por un tiempo. Este contraataque mitigó el avance planificado original a Villers-Bocage ese día y el intento de la 69.ª Brigada en Cristot. El 8.º D.L.I. finalmente fue retirado el 12 de junio después de perder 212 oficiales y soldados en la lucha. Durante este tiempo, el resto de la división había luchado para mantener una línea (a cada lado de la 7.ª División Blindada) entre La Belle Epine y Point 103 (~1 milla (1.6 km)) al noreste de Saint-Pierre.

A lo largo de las playas y en sus márgenes se esparcían los restos de las defensas alemanas y nuestras naves de desembarco y tanques, monumentos oxidados de los primeros encuentros de la campaña de Normandía. En las carreteras entre las playas y las líneas del frente británico, se arrastraron, se detuvieron y comenzaron de nuevo, interminables oleadas de camiones, tanques, vehículos blindados y jeeps. El mar era duro, el sol brillaba. Los pequeños caminos se desintegraron en polvo. Cada viaje es una pesadilla de atascos de tráfico, polvo, calor y humos de motor.
Capitán E Clay GSO3 50ª Division

El 12 de junio, la 7.ª División Blindada fue apartada hacia el oeste para dirigirse hacia el sur y tomar Villers-Bocage desde el oeste, detrás de la División Panzer Lehr de cara a la 50.ª División. Esto resultó en la Batalla de Villers-Bocage y la posterior retirada de la 7.ª Blindado el 15 de junio. Mientras tanto, la 50.ª División atacó en el flanco de Tilly-sur-Seulles, por toda la carretera Tilley-Balleroy, con la 151.ª Brigada tomando Verrières y la mitad de la ciudad de Lingèvres y la 231.ª Brigada tomando La Senaudière.

Vamos a asaltar. Los [6º] Durhams entran como locos con las bayonetas clavadas en los edificios de la granja. Hay dos 75s, tres pistolas SP de media pista y siete posiciones de Spandau enterradas en un carril hundido. Las bajas son tan fuertes después de la batalla que deben formarse dos compañías compuestas a partir de todo el batallón. Pero qué magníficas tropas son estos Durham. Fueron las agallas las que los llevaron a Verrières.
Capitán Stephan Perry, FOO 86º Regimiento de Campo R.A.

Después de su dura lucha contra Cristot, la 69.ª Brigada había sido relevada por la 49.ª División y estuvo de descanso durante dos días.

#### Estancamiento

El área de las batallas de Normandía de la división

El 19 de junio, la división y el igualmente agotado Panzer Lehr se asentaron en un período de estancamiento. Previamente, el 16 de junio la 69.ª había avanzado contra la dura resistencia a Longraye, a mitad de camino de su camino hacia el sur, el 18 de junio la división finalmente había tomado a Tilly con el 2.º Essex (56.ª Brigada), 6.º D.L.I. y tanques de los 24.º Lanceros precedidos por un bombardeo continuo, descrita como 'La cooperación perfecta de artillería, tanques e infantería realmente demostró lo que se podía hacer'. El 19 de junio, dos intentos de tomar Hottot (1 milla (1.6 km) al sur de Tilly) por la 231.ª Brigada (1.º Hampshires y 2.º Devons) fallaron, ambos fueron expulsados del pueblo en ruinas por un pelotón armado.
La división estaba ahora arreglada con la Brigada 231 al norte de Hottot, la 151.ª Brigada alrededor de Tilly y la 69.ª Brigada al sur de La Belle Epine. Este estancamiento aún incluía el patrullaje, francotiradores y el uso de fuego de mortero desde ambos lados. Una fuente adicional de incomodidad fue la gran cantidad de ganado muerto en el área y el hedor resultante, cualquier intento de lidiar con esto para atraer el fuego alemán. La división estaba por lo tanto al margen de la Operación Epsom a finales de junio.
El siguiente avance fue un ataque de la 231.ª Brigada contra Hottot una vez más, el 11 de julio, después de que la 56.ª Brigada había sido rechazada tres días antes. Los Devons y los Hampshires llegaron a Hottot con la ayuda de un bombardeo, AVREs, tanques de mayales y morteros y ametralladoras de los Cheshires, pero fueron contraatacados por Panzer IVs y Panteras y accidentalmente atacados por Tifones. Fueron obligados a retirarse al caer la noche. Solo los Hampshires tuvieron 120 bajas, incluyendo 43 muertos. El 18 de julio, Panzer Lehr abandonó Hottot, desde el Día D la división había sufrido 4476 bajas, de las cuales 673 habían muerto.

#### Avance al Falaise

Miembros del Green Howards (del 6.º o 7.º Batallón) hablando a civiles franceses. 23 de agosto de 1944.

Programado para apoyar al estallido estadounidense hacia el oeste (Operación Cobra), el VIII Cuerpo y el XXX Cuerpo debían atacar hacia el sur. La 50.ª División debía avanzar hacia Villers-Bocage con la 43.ª División a su derecha y la 59.ª División a su izquierda. El 30 de julio, las 231.ª y 56.ª Brigada tomaron un risco de terreno elevado (Anctoville), aproximadamente a medio camino de Villers-Bocage, contra una oposición debilitada. El 2 de agosto, la 69.ª Brigada avanzó, enfrentando solo armas pequeñas, a Tracy-Bocage justo al oeste de Villers-Bocage, capturando a un comandante de regimiento y su cuartel general de la 326.ª División, dos días más tarde una patrulla de los Hamshires entró en las ruinas del pueblo atrapado y vio los restos del combate armado que había tenido lugar allí casi dos meses antes. El 5 de agosto, la división se retiró de la línea por primera vez desde el Día D, otorgándoles tres días de descanso.

Al regresar de su descanso después de que los alemanes lanzaran la Operación Lüttich, la división recibió la tarea de avanzar a Condé-sur-Noireau a unas 13 millas (21 km) de su punto de partida (Le Plessis-Grimout, capturado por la 43.ª División en la noche del 7 de agosto) impidiendo así que los alemanes pongan toda su fuerza contra los estadounidenses. El 9 de agosto, las 151.ª y 69.ª Brigada atacaron a la vez, apoyadas por tanques de los 13.º/18.º Húsares, contra la creciente resistencia para terminar el día antes de Santo-Pierre-la-Vieille. Durante los siguientes dos días, la 231.ª Brigada ganó terreno al oeste y sur de Saint-Pierre y después de tomar una colina al sudeste de la aldea, la 151.ª Brigada estuvo en descanso durante varios días. En la noche del 12-13 de agosto, el 7.º Green Howards entró en Saint-Pierre, esto rompió la resistencia alemana en esta área y Condé fue tomado al día siguiente y comenzó la reducción del bolsillo de Falaise. El comandante del XXX Cuerpo, General B G Horricks, elogió a la división en una carta a su C.O., 

No puedo felicitarle más que diciendo que la división de combate de batalla más experimentada del ejército británico una vez más ha cumplido con su gran reputación.

Se consideró que la 50.ª División se había desempeñado muy bien durante la campaña de Normandía, sin sufrir los problemas iniciales de las otras dos divisiones veteranas. Esto puede deberse a la mayor rotación de personal antes del Día D; sin embargo, la división aún sufría los mismos problemas de fatiga de batalla, deserción y soldados que van AWL como las otras divisiones veteranas, pero no afectaba la preparación para la batalla de la división. Se observó que en Normandía,

...muchos veteranos se están quedando sin coraje. La mayoría de los hombres tiene una cantidad limitada de este valor y puede agotarse. Los alemanes no tenían ese problema. Todos los desertores reciben disparos. Por lo tanto, todos se quedaron en la línea de fuego. El soldado de infantería promedio ha peleado en seis ataques importantes sin ser golpeado, sabe que no durará otros seis. ...no es bueno pensar que lo mejor que puede pasar es ser herido -darle a un 'inglés'.
Teniente G Picot, 1o de Hampshires.

#### La liberación
La división pasó por los restos del bolsillo de Falaise y el 22 de agosto ya había pasado Argenten. Ahora tomó posición en el flanco izquierdo del avance del XXX Cuerpo, detrás de la 11.ª División Blindada, limpiando a los alemanes que pasaban por alto. En una ocasión cerca de Beauvais, un Mayor, cabo principal de lanza y soldado del 2.º de Cheshires con tres miembros de la FFI, tomaron prisioneros a 500 alemanes. Otras pequeñas acciones se libraron en Picquigny y Oudenarde. El 29 de agosto cruzó el Sena detrás de la 43.ª División, y el 2 de septiembre la 231.ª Brigada entró en Bruselas detrás de la División Blindada de la Guardia; la brigada participó en los desfiles ceremoniales de liberación. Después de la captura de Amberes, la 231.ª Brigada guarneció esa ciudad, mientras que la 151.ª Brigada guarneció Bruselas.

### Países Bajos

#### Geel
El 7 de septiembre, la división se reensambló para continuar el avance del XXX Cuerpo hacia la frontera holandesa. El Cuerpo debía forzar un cruce a través del canal Alberto y la división tenía la tarea de atacar hacia Geel, que se encontraba en un ángulo entre los canales Albert y Bocholt-Herentals, mientras que los Guardias Blindados cruzaban Beringen hacia el sudeste. En la madrugada del 8 de septiembre, 6.º de Green Howards cruzaron el canal sin oposición usando un pequeño número de barcos Goatley como un ferry, demorando más de tres horas para hacerlo. Con el resto de la 69.ª Brigada, capturaron el cruce de la carretera Geel del canal y su puente volado a fines del 10 de septiembre. En la noche del 8 de septiembre, la 151.ª Brigada 151 el canal hacia el sureste, el 8.º D.L.I. teniendo bajas hasta apoyado por las armas más pesadas de los 2.º Cheshires y superando un contraataque esa noche. Al día siguiente, apoyado por el regimiento de reconocimiento de la división, el 6.º D.L.I. avanzó hacia Geel. El día siguiente (10 de septiembre) con la llegada del 9.º D.L.I. y tanques de los Sherwood Rangers, la brigada avanzó hacia Geel ante la resistencia que comenzó cuando los alemanes atacaron como el 6.º D.L.I. estaba empezando. A pesar de esto, el 6.º D.L.I. llegó a Geel, expulsando a los alemanes casa por casa mientras los otros dos batallones luchaban contra los ataques alemanes adicionales entre Geel y el canal. Otro contraataque esa noche cortó algunas unidades del 6.º D.L.I. y obligó al resto a volver a las partes del sur de Geel y presionó duramente a los otros batallones en los flancos durante todo el día siguiente. La brigada se enteró de que sus oponentes incluían tropas de paracaidistas y batallones de campo de la Luftwaffe que contenían algunas tropas jóvenes mal entrenadas pero fanáticas. El 12 de septiembre se hizo el pedido para que la 50.ª se retire de la cabeza de puente de Geel. Más tarde ese día las dos brigadas fueron relevadas por la 15.ª división, que el 13 de septiembre entró en Geel sin oposición, los alemanes habían huido.

#### Operación Market Garden

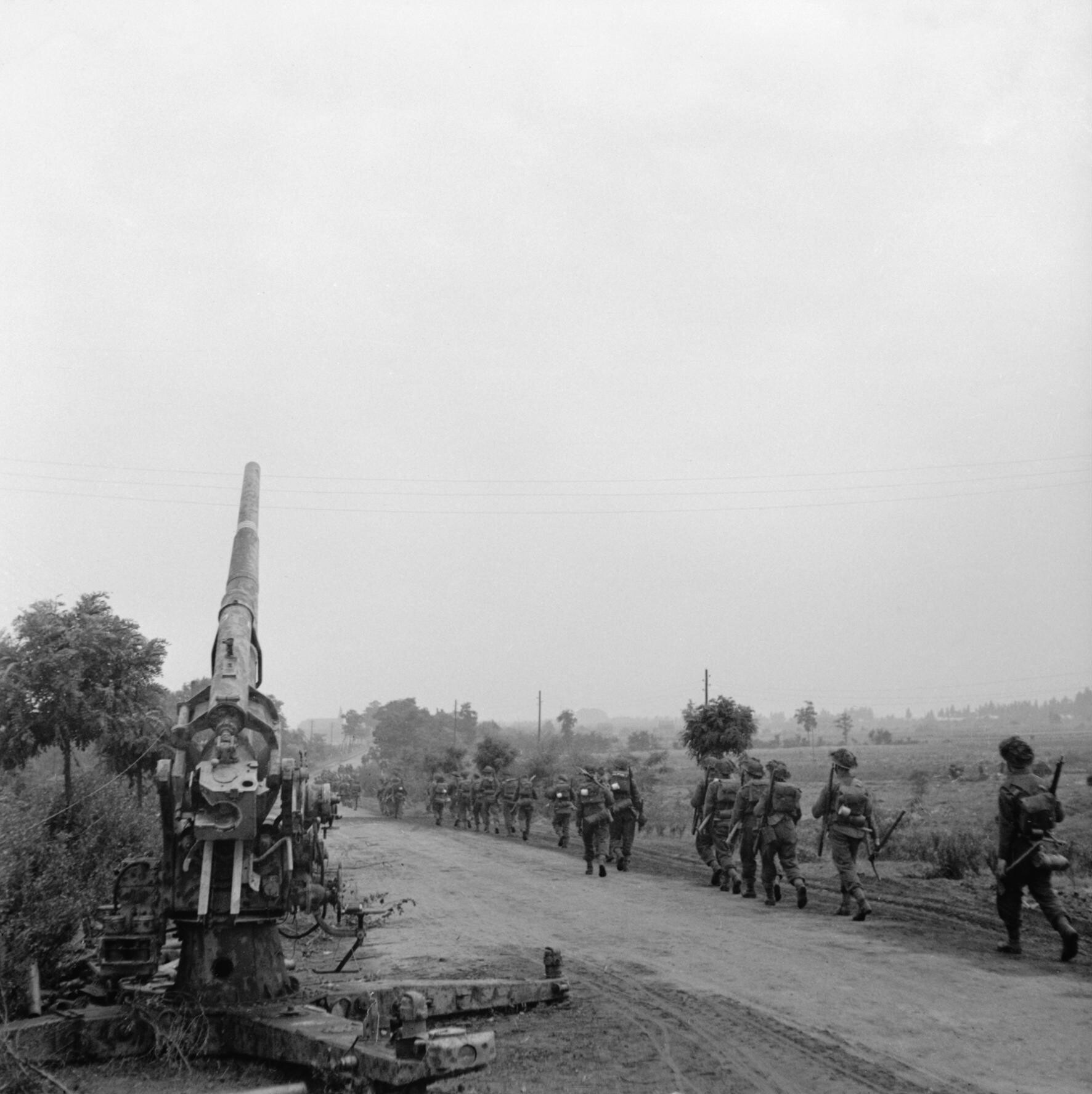
50.ª División de Infantería (Northumbrian) pasando por un cañón alemán 88 mm derribado cerca del 'Puente Joe' sobre el canal Meuse-Escaut en Bélgica. 16 de septiembre de 1944.

Después de tres días de reorganización en el área de Pael, la división se desplegó en la cabeza de puente sobre el canal Escaut (Bocholt-Herentals), parte del componente de tierra de Market Garden. Debían seguir a los Guardias Blindados y las 43.ª Divisiones en el avance, mientras los Cuerpos se reservan. A las 13:30 horas del 17 de septiembre, la artillería de campaña de la división y los morteros de los 2.º de Cheshires tomaron parte en el bombardeo inicial. El avance terrestre comenzó a las 14:30, y más tarde, cuando los Guardias llegaron a Valkenswaard, la 231.ª Brigada fue convocada para despejar bosques a la izquierda del avance de los Guardias, cazando equipos de 'bazooka'. Al día siguiente, el 2.º Devons se hizo cargo de Valkenswaard, el Batallón C.O. convirtiéndose en gobernador de la ciudad y 9.º D.L.I. repelió un contraataque en la cabeza de puente de Escaut.
Tras la captura de Nijmegen, la 69.ª Brigada y el 124.º Regimiento de Campaña fueron empujados hacia adelante y llegaron a su área la noche del 21 de septiembre. Al día siguiente, los alemanes comenzaron a intentar cortar la ruta de suministro del avance y atacaron la carretera y con dos batallones de infantería y un regimiento de tanques cerca de Uden, a 8 millas (13 km) al sur del puente en Grave. Esto dejó al 5.º de Yorkshires del este al norte del corte y al resto de la brigada al sur. Al día siguiente, los alemanes intentaron reforzar su control sobre la carretera atacando a Veghel, más al sur. La infantería estadounidense, los tanques británicos y la artillería, que trabajaban en una cooperación improvisada pero cercana, se llevaron al enemigo con grandes pérdidas. Esto permitió que la brigada se reincorporara y avanzara hacia Nijmegen, donde se movieron hacia la cabeza de puente sobre el Waal y quedaron bajo el mando de la División Blindada de la Guardia.

Cruzamos el puente y nos hicimos cargo de los yanquis... Cuando nos acercamos al puente había muchos paracaidistas estadounidenses muertos. Aquí conocimos a los soldados de asalto alemanes, ya sabes, los muchachos de la muerte o la gloria... Excavamos en ambos lados y mantuvimos el puesto durante varios días. Hombres rana subieron al río para volar el puente, pero fueron vistos a tiempo y atacados en el agua.

 Yo estaba sentado en una trinchera tomando un trago cuando llegó un avión y dije "¡miren a los pobres cabrones en llamas!" Esa fue la primera vez que vi un caza.
 
 Yo estaba sentado en una trinchera tomando un trago cuando llegó un avión y dije "¡miren a los pobres cabrones en llamas!" Esa fue la primera vez que vi un caza.
 Debido al tráfico en carretera y los alemanes intentan cortar el paso, la 69.ª Brigada se vio obligada a comer las raciones de los alemanes capturados, la mermelada sabía a hule, la margarina estaba rancia y los oficiales médicos del regimiento confirmaron que la carne era mala.
El resto de la 50.ª División ahora tenía la tarea de mantener el camino abierto entre Uden y Veghel. El 23 de septiembre, el camino se cortó temporalmente y uno de los ocupantes del 9.º D.L.I. llevó al comandante del Cuerpo a cruzar la brecha a lo largo de las carreteras secundarias. Reforzada con la 131.ª Brigada, la división junto con los estadounidenses lucharon durante los dos días siguientes manteniendo el camino abierto y el 26 de septiembre terminaron los intentos alemanes.
Mientras tanto, a la 69.ª Brigada en Nijmegen se le asignó la tarea de tomar Bemmel, un pueblo al norte del río. Los 5.º de Yorkshires del este lograron esto después de duras luchas los días 24 y 25 de septiembre, pero sufrieron un intenso fuego de artillería durante días. Al día siguiente, a los 6.º de Green Howards se les ordenó ocupar Haalderen, pero la infantería fue ignorada por los observadores alemanes y se encontró con la severa oposición de los tanques ocultos y no logró capturar su objetivo. El 7° de Green Howards a su izquierda siguió avanzando y la lucha por Haalderen continuó al día siguiente.

#### El Saliente de Nijmegen
En este momento (27 de septiembre) las tropas aerotransportadas más al norte en Arnhem habían sido retiradas. Los alemanes se reagruparon y asaltaron el nuevo saliente y el 30 de septiembre la 69.ª Brigada apoyada por los 13.º y 18.º Húsares se enfrentaron al primer asalto. Al día siguiente, setenta tanques y el equivalente de una división de infantería atacaron a la brigada, la intensidad de su defensa puede juzgarse por el hecho de que el 124° Regimiento de Campaña disparó un total de 12.500 proyectiles de 25 libras durante la acción y la Compañía 'B' de los 2.º de Cheshires disparó 95.000 rondas de fuego de ametralladoras medianas.
La brigada fue relevada por el resto de la 50.ª división que continuó el ataque alrededor de Haalderen (151.ª Brigada) y enderezando la línea entre allí y Bemmel (231.ª Brigada). La división ahora estaba encargada de vigilar la cabeza de puente al norte de Nijmegen, llamada la Isla, y durante casi dos meses la guerra estática era la norma, patrullando y atacando. Las tropas de avanzada rotaban regularmente con frecuentes salidas a Bruselas, Amberes y Eindhoven, el la banda de regimiento D.L.I., traída de su depósito en Brancepeth, proporcionó música para conciertos y bailes con los lugareños. Las bajas en las batallas en la Isla a principios de octubre habían sido severas, casi 900, incluyendo 12 oficiales y 111 de otros rangos muertos en acción, 30 oficiales y 611 de otros rangos heridos y otros 114 desaparecidos, en total desde el Día D la 50.ª División había sufrido de 488 oficiales y 6.932 bajas de las OR, pero también se habían asimilado 358 oficiales y 8.019 OR.
El 29 de noviembre, la división fue relevada y devuelta a Bélgica.

## Regreso a Inglaterra
A principios de noviembre, el mariscal de campo Montgomery había pronunciado un discurso ante los oficiales de la división en un cine de Bourg Leopold en el sentido de que la 50.ª División regresaría a Inglaterra como 50.ª División de Infantería (Reserva), una división de entrenamiento. Los veteranos que habían servido tres años y medio o más en el extranjero serían repatriados a Gran Bretaña bajo el esquema de Pitón o se les daría un permiso generoso (LILOP, Permiso en rango de Pitón). Se creó el bosquejo de otras tres categorías de hombres, los refuerzos más recientes de la infantería se enviarían a otros batallones de fusileros, los hombres que requirieran reentrenamiento como infantería y otros que pudieran realizar tareas de guarnición.
La mayoría de los batallones de infantería se redujeron a la fuerza de 12 oficiales y 109 hombres (el 9.º D.L.I. y 2.º de Devons fueron reforzados y se unieron a la 131.ª Brigada de Infantería de la 7.ª División Blindada a cambio de los 1.º, 6.º y 7.º Batallón del Real Regimiento de la Reina (Surrey Occidental)). El 74° Regimiento de Campo R.A fue transferido a la 49.ª División, del 90.º al 21.er Grupo de Ejércitos de control, el 102.º Regimiento Antitanque transferido a la 15.ª División. Los restos de la división regresaron a Gran Bretaña el 14 de diciembre para capacitar a nuevos reclutas y personal convertido de rango menor.
En agosto de 1945, la sede de la división cedió el control de sus unidades, se envió a Noruega y se convirtió en Cuartel General de las Fuerzas de Tierras Británicas de Noruega para las últimas etapas de la Operación Juicio Final.

## Posguerra
El Ejército Territorial fue reformado el 1 de enero de 1947. El reclutamiento fue lento, sin embargo, la 151.ª Brigada (ahora compuesta por los 6.º y 7.º Fusileros Reales de Northumberland y el 8.º D.L.I.), junto con el 6.º D.L.I. y el 17° Regimiento de Paracaidistas (9° D.L.I.) pudieron montar un campamento de verano ese año (incluso así el 7° RNF solo pudo reunir 71 oficiales y soldados).

## Orden de Batalla

### Francia, 1940
Oficial al mando: General G. Le Q. Martel
25.ª Brigada de Infantería (9-18 de mayo, 19–21 de mayo de 1940, de BEF GHQ)
- 1/7.º Batallón, Regimiento Real de la Reina (Surrey Occidental)
- 1.º Batallón, Fusileros Reales de Irlanda
- 2.º Batallón, Regimiento Essex
- Compañía de Brigada Antitanque

150.ª Brigada de Infantería
- 4.º Batallón, Regimiento de Yorkshire del este
- 4.º Batallón, Green Howards
- 5.º Batallón, Green Howards
- Compañía de Brigada Antitanque

151.ª Brigada de Infantería
- 6.º Batallón, Infantería Ligera de Durham
- 8.º Batallón, Infantería Ligera de Durham
- 9.º Batallón, Infantería Ligera de Durham
- Compañía de Brigada Antitanque

Tropas divisorias
- 50.ª División de Señales, Cuerpo Real de Señales
- 4.º Batallón, Fusileros de la Artillería Real de Northumberland
  - 72.º Regimiento de Campo (Northumbrian)
  - 74.º Regimiento de Campo (Northumbrian)
  - 92.º Regimiento de Campo (desde el 9 de mayo de 1940, de 5.ª División)
  - 65.º Regimiento Antitanque (Norfolk & Suffolk)
- Ingenieros Reales
  - 232.ª Compañía de Campo (Northumbrian)
  - 505.ª Compañía de Campo
  - 235.ª Compañía de Campo (Northumbrian)
  - 242.ª Compañía de Campo (desde el 19 de mayo de 1940, de BEF GHQ)
- Cuerpo de Servicio del Ejército Real
  - Compañías 522.ª (Munición), 523.ª (Gasolina) y 524.ª (Suministro)
  - 11.ª y 12.ª Compañía de Transporte de Motor
- Cuerpo Médico del Ejército Real
  - 149.º y 150.º Ambulancias de Campo

#### "Fuerza Frank", Arras 1940
Columna izquierda
- 4.º Regimiento Real de Tanques
- 6.º Batallón, Infantería Ligera de Durham
- 368.ª Batería, 92.º Regimiento de Campo, Artillería Real
- 206.ª Batería Antitanque, 52.º Regimiento Antitanque, Artillería Real
- Pelotón de la 151.ª Brigada de Infantería Compañía Antitanque
- Compañía y Pelotón de Reconocimiento del 4.º Batallón, Fusileros Reales de Northumberland

Columna derecha
- 7.º Regimiento Real de Tanques
- 8.º Batallón, Infantería Ligera de Durham
- 365.ª Batería, 92.º Regimiento de Campo, Artillería Real
- 260.ª Batería Antitanque, 65.º Regimiento Antitanque, Artillería Real
- Pelotón de la 151.ª Brigada de Infantería Compañía Antitanque
- Pelotón de Reconocimiento del 4.º Batallón, Fusileros Reales de Northumberland

### África del norte, 1942–1943
Oficiales al mando
- General W.H.C. Ramsden (hasta el 7 de julio de 1942)
- General J.S. Nichols (hasta el 14 de abril de 1943)
- General S.C. Kirkman

69.ª Brigada de Infantería (adjunta el 1 de julio de 1940)
- 5.º Batallón, Regimiento de Yorkshire del este
- 6.º Batallón, Green Howards
- 7.º Batallón, Green Howards

150.ª Brigada de Infantería (capturado en Gazala, 1 de junio de 1942)
- 4.º Batallón, Regimiento de Yorkshire del este
- 4.º Batallón, Green Howards
- 4.º Batallón, Green Howards

151.ª Brigada de Infantería
- 6.º Batallón, Infantería Ligera de Durham
- 8.º Batallón, Infantería Ligera de Durham
- 9.º Batallón, Infantería Ligera de Durham

Tropas divisorias
- 50.ª División de Señales, Cuerpo Real de Señales
- 2.º Batallón, Regimiento de Cheshire (adjunto el 1 de febrero de 1941)
- Artillería Real
  - 72.º Regimiento de Campo (capturado en Gazala, 1 de junio de 1942)
  - 74.º Regimiento de Campo (Northumbrian)
  - 111.º Regimiento de Campo (adjunto el 15 de octubre, se separó el 21 de noviembre de 1942)
  - 124.º Regimiento de Campo (adjunto el 22 de junio de 1940)
  - 102.º Regimiento Antitanques (Húsares de Northumberland), Artillería Real (adjunto el 8 de octubre de 1942)
  - 34.º Regimiento Antiaéreo Ligero (adjunto el 18 de octubre, se separó el 6 de noviembre de 1942)
  - 25.º Regimiento Antiaéreo Ligero (adjunto el 16 de diciembre de 1942)
- Ingenieros Reales
  - 232.ª Compañía de Campo (Northumbrian) (capturada en Gazala, 1 de junio de 1942)
  - 233.ª Compañía de Campo (Northumbrian) (adjunta el 23 de junio de 1940)
  - 505.ª Compañía de Campo
  - 235.ª Compañía de Campo (Northumbrian)
- Cuerpo de Servicio del Ejército Real
- Cuerpo Médico del Ejército Real

Anexo, África del norte
2.ª Brigada Libre Francesa
- 5.º Batallón de Marcha
- 11.º Batallón de Marcha
- 2.ª Compañía Libre de Ingenieros de Francia
- 21.ª, 23.ª Baterías Antitanque de África del norte
- 2.ª Ambulancia de Campo Libre de Francia

1.ª Brigada de Infantería griega
- 1.º Batallón de Infantería griega
- 2.º Batallón de Infantería griega
- 3.º Batallón de Infantería griega
- 1.º Batallón de Artillería griega
- 1.ª Compañía de Metralla griega
- 1.ª Compañía de Ingenieros griega
- 1.ª Ambulancia de Campo

### Sicilia, 1943
Oficial al mando: General S. C. Kirkman
69.ª Brigada de Infantería
- 5.º Batallón, Regimiento de Yorkshire del este
- 6.º Batallón, Green Howards
- 7.º Batallón, Green Howards

151.ª Brigada de Infantería
- 6.º Batallón, Infantería Ligera de Durham
- 8.º Batallón, Infantería Ligera de Durham
- 9.º Batallón, Infantería Ligera de Durham

168.ª Brigada de Infantería (Londres) (adjunta el 27 de abril, se separó el 10 de octubre de 1943)
- 1.º Batallón, Rifles irlandeses de Londres
- 1.º Batallón, Escocés de Londres
- 10.º Batallón, Regimiento Real de Berkshire

Tropas Divisorias
- 50.ª División de Señales, Cuerpo Real de Señales
- 2.º Batallón, Regimiento de Cheshire
- Artillería Real
  - 74.º Regimiento de Campo (Northumbrian)
  - 90.º Regimiento de Campo (Londres), Artillería Real (adjunto el 27 de abril de 1943)
  - 124.º Regimiento de Campo
  - 102.º Regimiento Antitanque (Húsares de Northumberland)
  - 25.º Regimiento Antiaéreo Ligero
- Ingenieros Reales
  - 233.ª Compañía de Campo (Northumbrian)
  - 501.ª Compañía de Campo, Ingenieros Reales (adjunta el 27 de abril, se separó el 10 de octubre de 1943, anexa a la 168.ª Brigada)
  - 505.ª Compañía de Campo, Ingenieros Reales
  - 235.ª Compañía de Campo (Northumbrian)
- Cuerpo de Servicio del Ejército Real[124]
  - Compañías 522.ª (Municiones), 523.ª (Gasolina) y 524.ª (Suministros)
- Cuerpo Médico del Ejército Real
  - 149.ª, 186.ª y 200.ª Ambulancias de Campo
  - 47.ª y 48.ª Estaciones de Preparación de Campo

Anexo a la División para la Operación Husky
- 44.º Regimiento Real de Tanques
- 98.º Regimiento de Campo (Surrey & Sussex Yeomanry, Queen Mary) R.Un. (armas de autopropulsión)
- Escuadrón 'A' Real de Dragones (Autos Blindados)
- N.º 34 de Playa Brick

### Campaña del noroeste de Europa, 1944
Oficiales al mando:
- General Douglas Alexander Graham (hasta el 17 de octubre de 1944)
- General L.O. Lyne
- Brigadier Sir A.G.B Stanier Bart (Suplente)
- General D.A.H. Graham

69.ª Brigada de Infantería (reorganizada como Brigada de Infantería de la Reserva y llevada de vuelta a Reino Unido en diciembre de 1944)
- 5.º Batallón, Regimiento de Yorkshire del este
- 6.º Batallón, Green Howards
- 7.º Batallón, Green Howards

151.ª Brigada de Infantería (reorganizada como Brigada de Infantería de la Reserva y llevada de vuelta a Reino Unido en diciembre de 1944)
- 6.º Batallón, Infantería Ligera de Durham
- 8.º Batallón, Infantería Ligera de Durham
- 9.º Batallón, Infantería Ligera de Durham (separada el 30 de noviembre de 1944, se unió a la 131ª Brigada, 7.ª División Blindada)
- 1/7.º Batallón, Regimiento Real de la Reina (Surrey occidental) (se unió el 4 de diciembre de 1944)

231.ª Brigada de Infantería (se unió el 13 de agosto de 1943, reorganizada como Brigada de Infantería de la Reserva y llevada de vuelta a Reino Unido en diciembre de 1944)
- 2.º Batallón, Regimiento Devonshire (separada el 30 de noviembre de 1944, se unió a la 131.ª Brigada, 7.ª División Blindada)
- 1.º Batallón, Regimiento Dorsetshire
- 1.º Batallón, Regimiento Hampshire
- 1/6.º Batallón, Regimiento Real de la Reina (Surrey occidental) (se unió el 4 de diciembre de 1944)

Tropas divisorias
- Regimiento de Señales de la 50.ª División, Cuerpo Real de Señales
- 61.º Regimiento de Reconocimiento, Cuerpo de Reconocimiento
- 2.º Batallón, Regimiento Cheshire
- Artillería Real
  - 74.º Regimiento de Campo (Northumbrian)
  - 90.º Regimiento de Campo (Londres)
  - 124.º Regimiento de Campo
  - 102.º Regimiento Antitanques (Húsares de Northumberland)
  - 25.º Regimiento Antiaéreo Ligero
- Ingenieros Reales
  - 233.ª Compañía de Campo (Northumbrian)
  - 295.ª Compañía de Campo (se unió el 23 de septiembre de 1943)
  - 505.ª Compañía de Campo
  - 235.ª Compañía de Campo (Northumbrian)
  - 15.º Pelotón de Puentes
- Cuerpo de Servicio del Ejército Real
  - Compañías 356.ª, 508.ª, 522.ª de la Brigada de Infantería
  - Compañía 524.ª de las Tropas de División
- Cuerpo Médico del Ejército Real
  - 149.ª, 186.ª y 200.ª Ambulancias de Campo
  - 47.ª y 48.ª Estaciones de Preparación de Campo

Adjuntas a la división para la fase de asalto del Día D
- Cuerpo Real Blindado
  - Dragones de Westminster
  - Dos Tropas, 141.er Regimiento Real de Tanques
- Artillería Real
  - 86.º Regimiento de Campo (Anglia del Este) (Hertfordshire Yeomanry), Artillería Real
  - 147.º Regimiento (Essex Yeomanry) Regimiento, Artillería Real de Caballería
  - Baterías del 73.º Antitanques, 93.º, 120.º Antiaéreos Ligeros y 113.º Regimiento Antiaéreo Pesado
- Ingenieros Reales
  - 6.º Regimiento de Asalto, Ingenieros Reales
- Cuerpo Médico del Ejército Real
  - 203.ª Ambulancia de Campo
  - 168.ª Ambulancia Ligera de Campo
- Marines Reales
  - 1.º Regimiento Real de Apoyo Marino Blindado
  - Comando n.º 47 (Infantería de Marina Real)
- Cuartel General 104 de Subárea de Playa
  - Grupos de Playa 9 y 10

56.ª Brigada Independiente de Infantería (se unió del 4 de abril al 10 de junio, del 12 al 15 de junio de 1944))
- 2.º Batallón, Fronterizos de Gales del sur
- 2.º Batallón, Regimiento de Gloucestershire
- 2.º Batallón, Regimiento de Essex

8.ª Brigada Blindada (bajo el control del XXX Cuerpo)
- 4.º/7.º Dragones de la Guardia Real
- Nottinghamshire Yeomanry (Caballería de Sherwood)

### Otras brigadas adjuntas
Las siguientes brigadas también estuvieron unidas a la división por períodos cortos.
- 5.ª Brigada de Infantería india (del 20 al 24 de marzo de 1943)
- 7.ª Brigada de Infantería india (del 20 al 24 de marzo de 1943)
- 201.ª Brigada de la Guardia Motorizada (del 14 al 22 de abril de 1943)
- 32.ª Brigada de Infantería (Guardias) (del 2 al 7 de octubre de 1944)

## Posguerra
149ª Brigada (reformada en 1956)
- 4.º/5.º Batallón, Fusileros Reales de Northumberland
- 6.º Batallón, Fusileros Reales de Northumberland
- 7.º Batallón, Fusileros Reales de Northumberland
- 4.º Batallón, Regimiento de Frontera (se unió en 1960)

150.ª Brigada
- 6.º Batallón, Infantería Ligera de Durham

151.ª Brigada (Durham del norte)
- 4.º Batallón, Fusileros Reales de Northumberland (separado en 1956)
- 7.º Batallón, Fusileros Reales de Northumberland (separado en 1956)
- 8.º Batallón, Infantería Ligera de Durham

Tropas de división
- Ingenieros Reales[129]
  - 103.er Regimiento de Ingenieros de Campo RE (TA)
    - 506.º Escuadrón de Campo
    - 235.º Escuadrón de Campo

## Galardonador con la Cruz Victoria
- Soldado Adam Wakenshaw, 9.º Batallón, Infantería Ligera de Durham
- Teniente Coronel Derek Anthony Seagrim, 7.º Batallón, Green Howards
- Soldado Eric Anderson, 5.º Batallón, Regimiento de Yorkshire del este
- Sargento Stanley Hollis, 6.º Batallón, Green Howards

## Comandantes Generales a cargo
- General William N. Herbert: febrero de 1935 a febrero de 1939
- General Giffard Le Q. Martel: febrero de 1939 a diciembre de 1940
- General William H. Ramsden: diciembre de 1940 a julio de 1942
- General John S. Nichols: julio de 1942 a abril de 1943
- General Sidney C. Kirkman: abril de 1943 a enero de 1944
- General Douglas A.H. Graham: enero de 1944 a 1945
- General Robert F.B. Naylor: De 1945 a agosto de 1946
- General John B. Churcher: agosto a octubre de 1946
- General John Y. Whitfield: octubre de 1946 a enero de 1948
- General Charles F. Loewen: enero de 1948 a mayo de 1950
- General Lashmer G. Whistler: julio de 1950 a marzo de 1951
- General Horatius Murray: marzo de 1951 a agosto de 1953
- General Cyril H. Colquhoun: agosto de 1953 a septiembre de 1956
- General William H. Hulton-Harrop: septiembre de 1956 a mayo de 1959
- General Lord Thurlow: mayo de 1959 a mayo de 1962

## Línea de tiempo
Desde
- Septiembre de 1939 a enero de 1940, Reino Unido, una división del Ejército Territorial existente, con sede en Darlington. Organizado como una división motorizada de dos brigadas.
- Enero a junio de 1940, Francia y Bélgica.
- Junio de 1940 a abril de 1941, Reino Unido, reorganizado en una división de infantería de tres brigadas.
- Junio a julio de 1941, Egipto.
- Julio a noviembre de 1941, Chipre.
- Noviembre de 1941 a enero de 1942, Iraq.
- Enero a febrero de 1942, Siria.
- Febrero de 1942, Egipto.
- Febrero a junio de 1942, Libia.
- Junio a diciembre de 1942, Egipto.
- Diciembre de 1942 a marzo de 1943, Libia.
- Marzo a abril de 1943, Túnez.
- Abril a mayo de 1943, Libia.
- Mayo a junio de 1943, Egipto.
- Julio a octubre de 1943, Sicilia.
- Noviembre de 1943 a junio de 1944, Reino Unido.
- Junio a diciembre de 1944, noroeste de Europa.
- Diciembre de 1944 a agosto de 1945, Reino Unido, como la 50.ª División de Infantería (Reserva).
- Agosto de 1945 (solo sede de la división) Noruega y renombrada Cuartel General de las Fuerzas Terrestres Británicas de Noruega.

## Citas
- Datos: Q2713768